# 利昂内尔·梅西
利昂内尔·安德烈斯·“利奥”·梅西·庫西提尼（發音：[ljoˈnel anˈdɾes ˈmesi] ⓘ；1987年6月24日—），通稱梅西（西班牙語：Messi），阿根廷男子足球員，目前效力於美國職業足球大聯盟的邁阿密國際足球俱樂部，同時擔任邁阿密國際及阿根廷國家足球隊隊長，司職包括翼鋒、前腰、偽九號等位置。
梅西擁有加泰罗尼亚及意大利血統，他的職業生涯從阿根廷球會纽维尔旧生開始，在13岁時轉會到了西甲的巴塞隆納的青訓營拉瑪西亞，並於2005年至2021年間長年效力于巴塞隆納足球俱樂部。2021年他轉投法甲的巴黎聖日耳曼足球俱樂部，在巴黎渡過兩個賽季后，他于2023年轉投美足聯的邁阿密國際足球俱樂部至今。
梅西是現代足球史上，少數能夠獲得個人與團體名譽大滿貫的足球運動員。在個人名譽方面，目前他共獲得8座金球獎、2座世界杯金球獎、8次世界足球先生、2次勞倫斯世界體育獎年度最佳男子運動員及6座歐洲金靴獎。而在團體賽事方面，他在俱樂部獲得10次西班牙甲組足球聯賽冠軍、2次法國足球甲級聯賽冠軍、4次歐洲冠軍聯賽冠軍，在國家隊獲得2022年国际足联世界盃冠軍、2014年国际足联世界杯亚军、1次奧運會足球賽金牌、2次美洲國家盃冠軍及1次歐美超級杯冠軍。他在2006年被第一代阿根廷球王馬勒當拿視為“完美接班人”，是歷史上最好的男子足球運動員。
在諸多名譽之外，梅西亦保有職業足球史上多項記錄。2011年，梅西成為巴塞罗那足球會歷史上在正式比賽中入球數最多的球員。2012年梅西在各項賽事打進91球，打破了德國足球运动员盖德·穆勒此前創造的85球自然年进球紀錄，成為世界足壇歷史上單年度進球最多的球員。截止轉會巴黎聖日耳曼時，梅西在巴塞羅那出場778次、進球672個、助攻305次 ，是西班牙國家德比歷史最佳射手，保有歐洲聯賽為單一球會入球的紀錄。他亦是西甲兼歐洲單一聯賽歷史上入球最多的球員。
2019年，加泰羅尼亞政府為表揚他對宣揚當地文化、社會、慈善、青少年發展、醫療的卓越貢獻，授予最高榮譽之一的聖佐迪十字勳章。

## 成長經歷

### 家庭背景
梅西於1987年6月24日出生在阿根廷羅薩里奧意大利羅薩里奧大學醫院，他擁有加泰罗尼亚及意大利血統。父親豪爾赫·梅西（Jorge Messi）是一位鋼鐵工廠經理，擁有意大利和西班牙加泰隆尼亞的血統；母親塞莉娅·库奇蒂尼（Celia Cuccittini）在磁鐵製造場工作；祖先來自義大利安科納，於1883年移民至阿根廷。梅西在家中排行第三，有兩個哥哥羅德里哥（Rodrigo）和馬蒂亞斯（Matías），以及一個妹妹瑪麗亞（Maria Sol）。他成長在一個喜愛足球的家庭，從很小的時候就展現出對足球的熱情及天賦，時常與兄長、表兄弟們一起踢足球，他的兩個表兄弟馬克西米連諾和伊曼紐爾也是職業足球運動員。梅西的家族是虔誠的天主教徒。

### 童年生活
4歲時，梅西加入了阿根廷當地俱樂部「格蘭多利」，由他的父親擔任教練。梅西最早的足球啟蒙者是他的外祖母塞莉娅（Celia），她常在梅西訓練和比賽時陪伴在身邊，外祖母於梅西11歲生日前過世，在往後的每一次進球慶祝時，梅西都會仰頭並將手指指向天空，以此紀念他的外祖母。1994年，作為一名纽韦尔老男孩的忠實支持者，6歲的梅西加入了這個羅薩里奧俱樂部，8歲時進入少年隊為其效力。在他為紐維爾隊效力的六年裡。梅西作為“87機器”的一員攻入了上百個進球，這支近乎無人能敵的青年隊以其出生年份命名，並經常一線隊主場比賽時間在半場表演球技來娛樂觀眾。
然而，梅西在10歲時家人察覺到他停止成長，隔年被診斷出患有生長激素缺乏症，自那一刻他作為職業球員的未來受到了威脅。由於父親為其購買的健康保險只能承保兩年的費用治療，爾後每月至少需花費1,000美元，當時的阿根廷正處於經濟困局，這筆治療開銷是梅西一家無法長期負擔的高額費用。纽韦尔老男孩最初同意捐款，为梅西支付其中400美元，但最後未兌現諾言。 布宜諾斯艾利斯俱樂部河床隊隨後發掘並希望梅西加盟，但最終以失敗告終。據媒體推測，是由於俱樂部管理層缺乏足夠的資金，他們無法支付梅西的治療費用，但在2019年採訪中，梅西透露儘管最終轉會沒有成功，俱樂部仍然願意為他支付其醫療費用。值得一提的是，梅西崇拜的童年偶像巴勃罗·艾马尔便是出自河床隊。成長過程中的進球偶像是巴西前鋒罗纳尔多，梅西稱他為「我見過的最好的前鋒」。
梅西的運氣在1998年發生了變化，在羅薩里奧的兩名阿根廷中間人聽說了這個無法正常成長的神奇孩子，他們聯繫給居住在巴塞隆納多年的阿根廷經紀人加基奧利（Gaggioli），並引入曾與巴塞隆納合作過許多交易的人士尋求幫助，加吉奧利成功將梅西一家輾轉帶到了巴塞隆納，於2000年9月前往巴塞隆納試訓。在當時，歐洲俱樂部要簽下如此年輕的外籍球員是非常不尋常的，但梅西的天賦成功引起了巴塞罗那足球俱乐部體育總監卡爾斯·雷克薩奇的注意。同年12月14日，經紀人加基奧利安排了簽約會面，雷克薩奇在幾人的見證下用一張餐巾紙簽下了梅西，這是梅西職業生涯的第一份合同，13歲的梅西和家人因此舉家遷至西班牙，踏出了他職業生涯的第一步。這紙合同被加基奧利作為私人收藏品保存23年之久，2024年他透過英國拍賣公司Bonhams於全球展出面世，這張餐巾紙最終以96.8萬美元成交售出。

### 少年時期

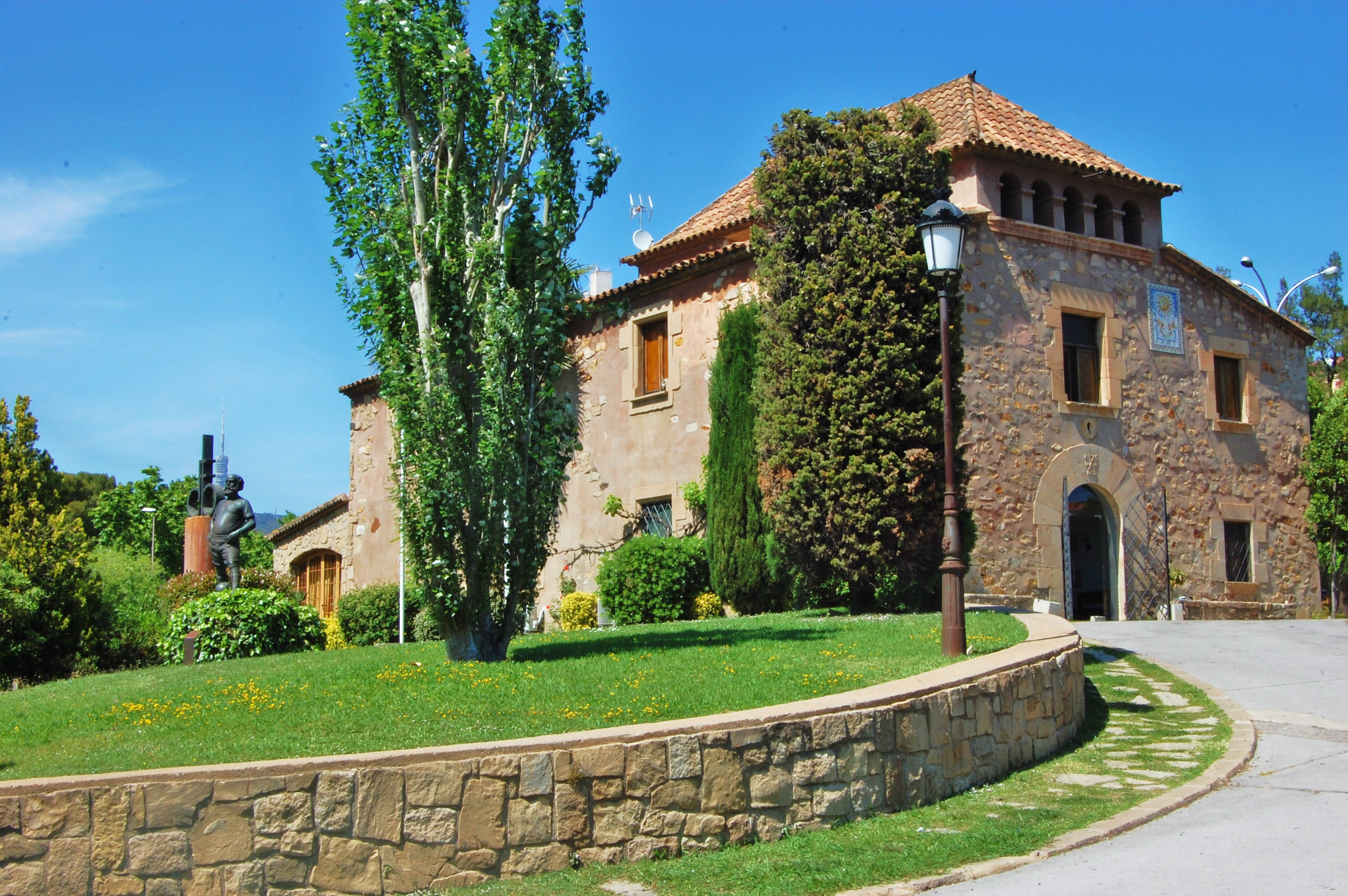
梅西13歲時就讀於巴塞隆納俱乐部拉瑪西亞青訓營。

巴塞罗那足球俱樂部於簽約時承諾為替梅西提供疾病治療費用，並讓他得到在拉瑪西亞青訓營接受訓練的機會。2001年2月，梅西與家人搬遷至巴塞隆納諾坎普球場附近的一間公寓，母親隨後和梅西的兄弟姐妹搬回至羅薩里奧，而梅西則與父親留在巴塞隆納。2001年11月，梅西在巴塞隆納的幫助下完成了剩餘的30%療程，在他14歲時結束了生長激素治療，共花了3年的時間，梅西的身高也在治療下增長了16厘米，体重增加了9公斤。但因对梅西父亲带走梅西感到不满，纽韦尔老男孩竞技俱乐部主席拒绝出示转会证明，註冊問題導致梅西只能參加训练，不能參加正式比赛，無法像以往利用足球在球場上與同伴交流，讓生性較為內向、安靜的梅西難以融入球隊，以至於一度被隊友認為是個啞巴。直到2002年2月15日，在国际足联的干预下，梅西才在西班牙足协正式注册成为拉馬西亞球员。2002年2月17日，梅西獲得了參加錦標賽的資格，他在對陣艾斯普鲁加·德隆布雷队比赛的下半场替补登场并上演帽子戲法，完成了國家級賽事的首秀。至此他開始經常出現在巴塞隆納青年隊的首發陣容中，2002-03赛季，梅西所在级别的球队中还有中卫杰拉德·皮克和中场法布雷加斯，梅西在30场比赛中打入37球，成为该赛季的最佳球员和最佳射手，並史無前例地贏得了聯賽三冠王以及西班牙杯賽和加泰羅尼亞杯賽。

## 職業生涯

### 俱樂部生涯

#### 巴塞隆納
2003年11月16日，16歲4個月23天的梅西在對陣波爾圖的友誼賽中，於第75分鐘替補出場，首次亮相一線隊。在主教練弗兰克·里杰卡尔德的帶領下，他於2004年10月正式晉升為一線隊，他在2004年10月16日對陣西班牙人隊的比賽中完成了他的聯賽處子秀，並於2005年5月1日對陣阿爾巴塞特隊的比賽中，在罗纳尔迪尼奥的助攻下打進了自己的第一個成年進球，成為當時俱樂部有史以來最年輕的進球者。當時他年僅17歲3個月22天，是當時代表巴塞隆納參加官方比賽的最年輕球員。梅西在巴賽隆納獲得了2004-05賽季、2005-06賽季的西甲聯賽冠軍。他在2006年決賽中贏得了他的第一個歐洲冠軍聯賽獎杯，儘管他因傷缺席了決賽。2007年3月10日，梅西在西班牙國家德比中完成了他的第一個帽子戲法，成為12年來首位做到這一點的球員。皇家馬德里在梅西的每次進球後都扳平比分，最終在傷停補時階段以3–3戰平對手。在法蘭·雷卡特執教的最後幾年裡，巴塞隆納在西甲聯賽2006-07賽季和2007-08賽季均無緣獎盃，最終被解僱。梅西於2008-09賽季獲得了10號球衣，在那個賽季，梅西與萨缪埃尔·埃托奥和蒂埃里·亨利等隊友，在各項賽事中總共貢獻了100個進球，創造了當時俱樂部的紀錄。

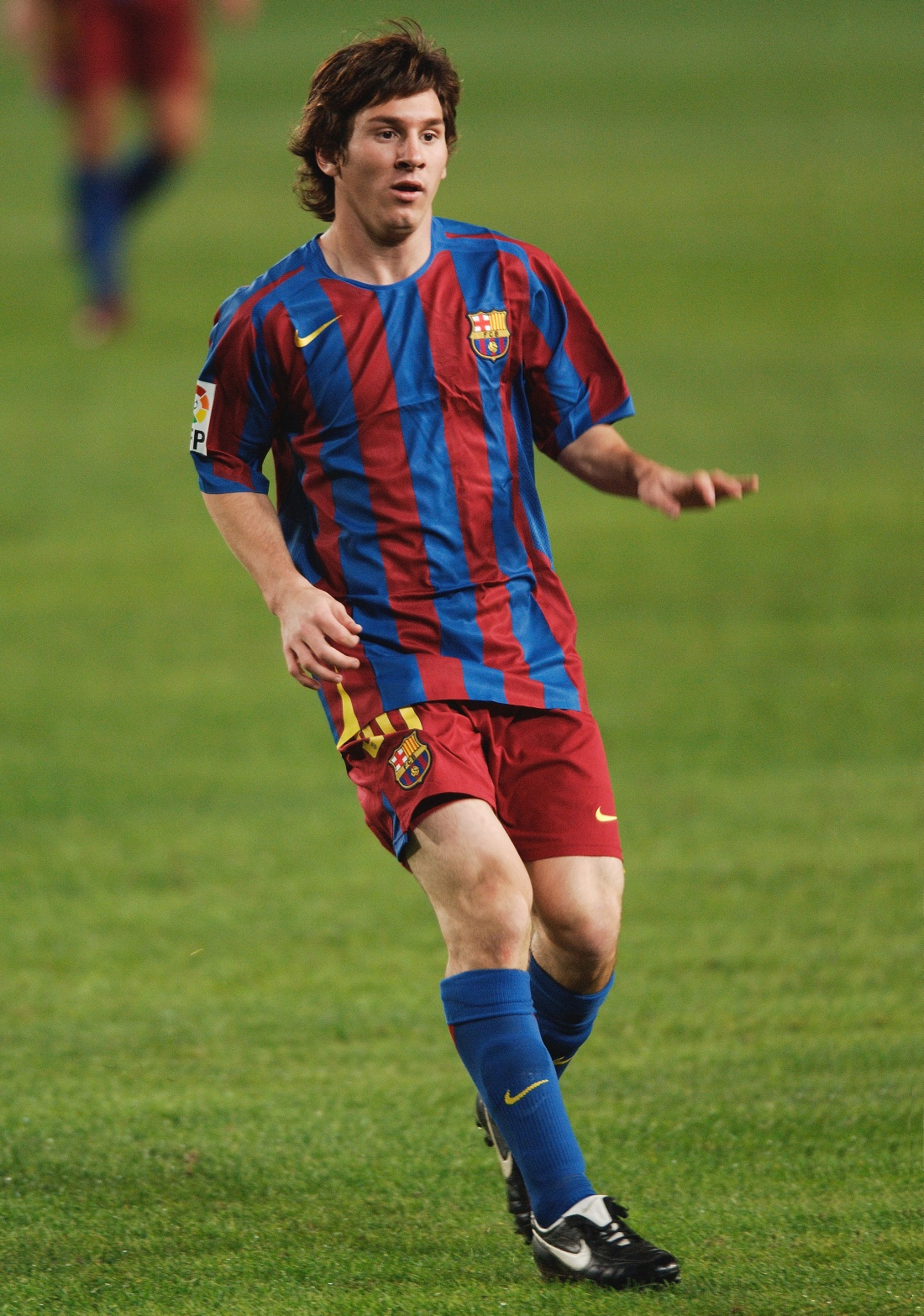
梅西（2005年攝）18歲時為巴塞隆納足球俱樂部效力，他在那裡踢了17年球。

2009年，在巴塞隆納新任主教練、前隊長佩普·瓜迪歐拉執教的第一個賽季，梅西於2009年5月2日西班牙國家德比中，首次擔任偽九號角色，最終梅開二度，並有一次助攻，幫助球隊以6-2獲勝，這是球隊在皇家馬德里主場聖地亞哥·伯納烏體育場中取得的有史以來最大比分。5月19日，他首次參加決賽，並贏得了西班牙國王盃。除了國王盃外，還與球隊一起贏得了西甲聯賽冠軍，隨後在2009 年下半年贏得了歐洲冠軍聯賽、西班牙超級盃、歐洲超級盃和國際足總俱樂部世界盃，這支隊伍讓巴塞隆納成為首支實現六冠王的俱樂部。梅西榮膺該屆歐冠最佳射手，成為歐冠史上最年輕的最佳射手。憑藉2009年的努力和成績，梅西贏得了該年度FIFA金球獎和世界足球先生榮譽。自2009-10賽季伊始，梅西在各項賽事中共攻入47球，追平了羅納度在1996-97賽季的俱樂部進球紀錄。於歐洲冠軍聯賽中再度獲得賽事最佳射手，並在西甲贏得了他第二個衛冕聯賽獎杯，同時獲得他的第一個歐洲金靴獎。在2010-11賽季中，梅西赢得了西班牙超级盃、歐洲冠軍聯賽，並連續第三年獲得西甲聯賽冠軍，梅西也連續第三年成為歐冠最佳射手。以及西甲聯賽賽季最佳射手和助攻王。他以53個進球成為巴塞隆納歷史上單季最佳射手。

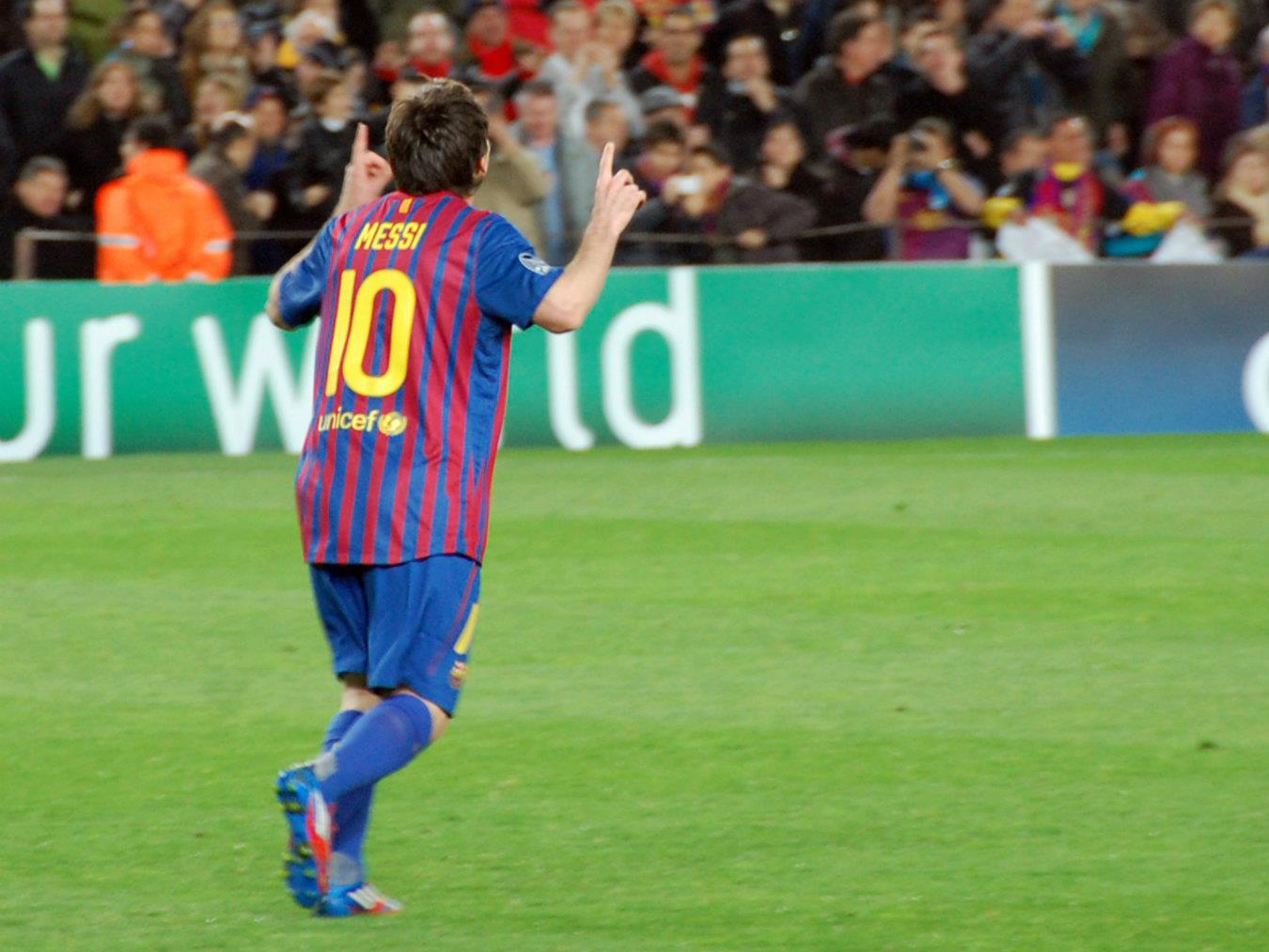
2012年歐洲冠軍聯賽中，梅西於16强賽對陣勒沃庫森的比賽中創紀錄地攻入5球，隨後他指向天空慶祝。

2011–12賽季期間，梅西在所有俱樂部比賽中共打進了73球，提供30次助攻。他以贏得西班牙超級盃和歐洲超級盃獎盃開始了新一輪征程。於年末赢得俱樂部世界盃，並二度獲得世俱盃金球獎。憑藉他在2011年的努力，梅西獲得了FIFA金球獎，成為歷史上第四位獲得三座金球獎的球員，並獲得首屆歐洲最佳球員榮譽。2012年，梅西成為歷史上第二位在四屆歐冠聯賽中獲得最佳射手的球員。同年3月20日，24歲的梅西在對陣格拉納達的比賽中上演帽子戲法，徹底刷新了塞薩爾·羅德里格斯於1940年代於隊史中的232個總進球紀錄，成為巴塞隆納隊史最佳射手。他在賽季結束時，以50個進球第二次成為西班牙和歐洲聯賽最佳射手，創下西甲聯賽歷史紀錄，而他在各項比賽中共攻入73球的成績，也使他成為歐洲俱樂部足球史上單賽季最佳射手。主教練瓜迪奧拉在經歷了四年的成功週期後於那個賽季辭職。2012年12月9日，梅西在對陣皇家貝蒂斯的比賽中梅開二度，成為巴塞隆納在西甲聯賽中的歷史最佳射手，並超越蓋德·穆勒在1972/73賽季中為拜仁慕尼黑打進的68球歐洲頂級聯賽單季進球紀錄。截至該年年底，梅西在巴塞隆納和阿根廷國家隊的所有比賽中打進了的91個進球、22個助攻，創下了新的歷史紀錄。梅西於該年再次贏得了FIFA金球獎，成為歷史上首位（且連續）獲得四座金球獎的球員。
2013年，梅西與俱樂部進行續約，於巴塞隆納度過了他的第九個成年賽季。3月17日在對陣巴列卡諾閃電的的聯賽賽事中首次配戴上隊長袖標。5月12日，他因腿筋受傷而終結了自己連續21場聯賽的進球記錄，這是一項世界紀錄，在此之前他已在比賽中已攻入33球。最終梅西在2012-13賽季的俱樂部各項賽事中貢獻了60個進球以及15個助攻，為球隊贏得聯賽冠軍，並再次成為西班牙和歐洲聯賽最佳射手，成為歷史首位獲得三次歐洲金靴獎的球員。在主教練赫拉多·马蒂诺的帶領下，巴塞隆納在新賽季開局表現不佳，梅西為球隊於賽季期間踢入41個進球、14個助攻，期間於一年內遭受五次傷病，導致他缺席了兩個月的時間。马蒂诺因執教成績不盡人意而迅速離任。

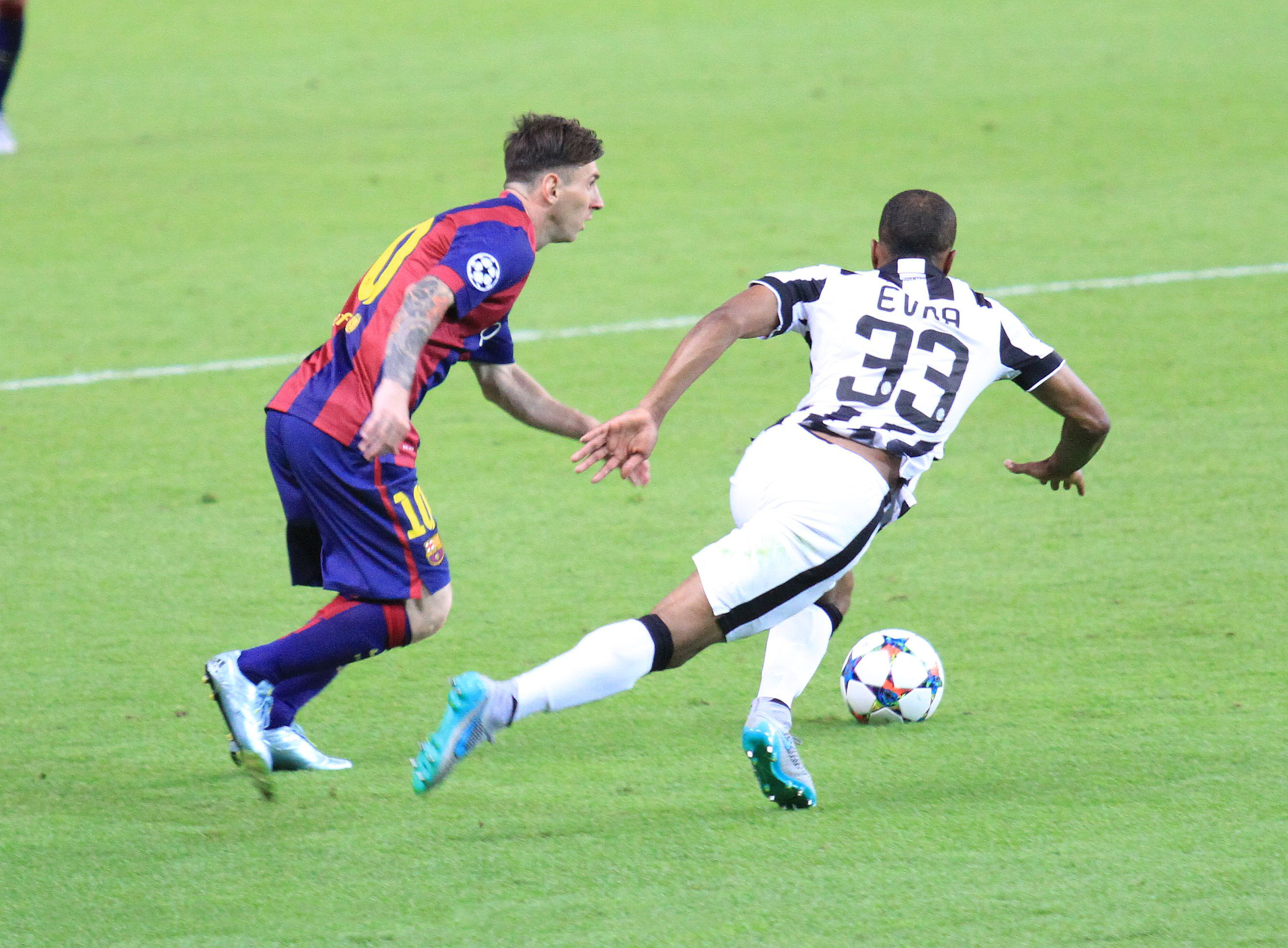
梅西在2015年歐洲冠軍聯賽決賽中帶球突破尤文圖斯後衛埃夫拉

2014-15賽季，由巴塞隆納新任主教練、前隊長路易斯·恩里克接手球隊。本賽季梅西的傷病狀況也有所恢復。2014年11月23日，梅西於聯賽第12輪對陣塞維亞中上演帽子戲法，以253個進球榮登西甲歷史射手榜首位，改寫了塵封近60年的紀錄。同年12月7日，他在對陣同城對手西班牙人隊的比賽中上演他的第三次帽子戲法，憑藉12個進球成為巴塞罗那德比歷史最佳射手。2015年初，梅西在主教練的安排下從中場重返右路位置，由梅西、路易斯·蘇亞雷斯、內馬爾組成的進攻三叉戟（被稱為“MSN”），於賽季期間三人交出了驚人的122球和66次助攻成績，其中梅西貢獻了58個進球、27次助攻，幫助巴塞隆納於本賽季連續奪得西甲聯賽冠軍、西班牙國王盃及歐洲冠軍聯賽，成為史上首支兩度奪得三冠王的球隊。在5月30日的西班牙國王盃決賽中，梅西梅開二度幫助巴塞隆納以3-1擊敗畢爾巴鄂競技，在國王盃決賽中取得隊史第六次雙冠。他的首粒進球被譽為其職業生涯中最卓越的進球之一；他在中線附近接球，以一種難以形容的動作躲避並衝過三位球員，然後在近門柱的狹小空間內假動作晃過守門員射門得分。他在歐洲冠軍聯賽中以6次助攻成為賽季助攻王，以10個進球並列成為賽季最佳射手。憑藉梅西在賽季中的努力，他再度獲得歐洲最佳球員。2015年，巴塞隆納馬不停蹄地在歐洲超級盃中憑藉梅西自由球的梅開二度下，以5-4戰勝塞維利亞，拉開新賽季序幕。12月20日在俱樂部世界盃決賽中球隊以3-0擊敗河床隊，圓滿收穫2015年的第五座冠軍獎盃。梅西於隔年第五次獲得FIFA金球獎，成為史上首位獲得過五座金球獎的球員。在2015-16賽季中，梅西贏得了西甲聯賽冠軍、歐洲超級盃、俱樂部世界盃和西班牙國王盃。他幫助球隊在賽季攻入41個進球和23個助攻，進攻組合「MSN」更是踢出了整個賽季131球的歷史性紀錄，打破了他們於上賽季創下的紀錄。
於2016-17賽季伊始，在安德烈斯·伊涅斯塔因傷缺陣的情況下，梅西以巴塞隆納隊長身份帶隊，並奪得西班牙超級盃。同年9月13日於歐洲冠軍聯賽分組賽中上演本賽季首個帽子戲法，以7-0戰勝塞爾提克；這也是梅西在歐冠中的第六次帽子戲法，為當時該賽事史上最多帽子戲法的球員。10月20日在對陣曼徹斯特城4-0的比賽中，梅西再次上演了他在俱樂部的第37個帽子戲法。2017年2月4日，他在西甲聯賽中踢進了個人第27個自由球，幫助巴塞隆納在主場以3-0戰勝毕尔巴鄂竞技，超越羅納德·科曼成為隊史自由球進球最多的球員。同年4月23日，他在客場3-2擊敗皇家馬德里的比賽中梅開二度，於補時階段的致勝進球是梅西為巴塞隆納攻入的第500個進球，這是一項史無前例的紀錄。5月27日，在西班牙國王盃決賽上，他攻入1球並送出1次助攻，成功幫助巴塞羅那再奪一冠。最終以54個進球和16個助攻結束本賽季，他在西甲聯賽的37個進球讓他第四次獲得了皮奇奇獎杯和歐洲金靴獎。賽事結束兩天後，路易斯·恩里克結束任期並由埃内斯托·巴尔韦德接手主教練位置。球隊打出了一個穩定的賽季，贏得了國內雙冠王，在西甲聯賽中保持不敗，並奪得西班牙國王盃。他以聯賽34個進球再次獲得皮奇奇獎杯和歐洲金靴獎。

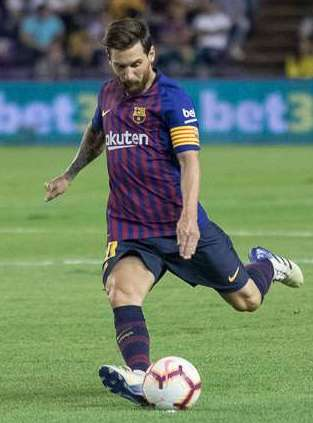
梅西在2018年對陣瓦亞多利的比賽中主罰自由球

隨著前隊長安德烈斯·伊涅斯塔於2018年5月離隊，梅西被任命為球隊2018–19賽季新隊長。8月12日，他在2-1擊敗塞維利亞後，贏得了作為巴塞隆納隊長的第一個西班牙超級盃冠軍頭銜。8月19日，梅西在西甲聯賽的首場比賽中梅開二度，幫助巴塞隆納以3-0戰勝阿拉維斯，其中他的第一個自由球進球，創造了巴塞隆納在西甲聯賽的第6000個進球的歷史。9月18日，在本賽季首場歐冠小組賽主場4-0戰勝PSV恩荷芬的比賽中上演帽子戲法，以總共8次打破該賽事帽子戲法最多的紀錄。12月8日，梅西在以4-0擊敗西班牙人的比賽中打入兩個自由球，這是他本年度的第九、第十個定點球進球；也是他首次在聯賽中取得如此成就。他的首粒進球是他本賽季的第10個聯賽進球，這使他成為西甲歷史首位連續13個賽季進球數皆達到兩位數的球員。2019年1月13日，梅西在他的第435出場中打入第400個聯賽進球，成為欧洲五大联赛歷史首位取得這一成績的球員。2月23日，梅西上演生涯第50次帽子戲法，並為路易斯·蘇亞雷斯送上助攻，幫助球隊在聯賽客場4-2戰勝塞維利亞，這也是他職業生涯為俱樂部和國家隊打進的第650球。
4月27日，梅西替補出場並攻入唯一進球，幫助巴塞隆納主場1-0擊敗萊萬特奪得聯賽冠軍，並第五次獲得西甲賽季最佳助攻；六次獲得西甲聯賽賽季最佳射手、歐洲金靴獎；八次獲得歐冠賽季最佳射手。本賽季被認為是梅西職業生涯中的個人巔峰賽季之一，在巴塞隆納陣容相對單薄的情況下，身為8號、9號、10號和11號位置的他憑藉一己之力，讓球隊成為了冠軍有力競爭者；他於本賽季領跑西甲射手榜（36球）、助攻榜（13次）、創造機會榜（92次）、自由球進球榜（6次）、帽子戲法榜（3次）和梅開二度榜（7次），過人次數（134 次）上也僅次於蘇菲亞·保化爾（144 次），排名第二。憑藉梅西於本賽季的非凡表現，他先後榮獲國際足總最佳足球獎、創紀錄的第六座FIFA金球獎；以及勞倫斯世界體育獎年度男子運動員，成為歷史首位足球運動員、首位團隊運動項目運動員獲得此榮譽。
在2019–20賽季及2020–21賽季中，主教練埃内斯托·巴尔韦德先是遭基克·塞蒂恩取代，僅僅七個月後又迅速由羅納德·科曼接手，球隊面臨著動盪的賽季。2020年6月14日，梅西在客場4-0擊敗馬洛卡的比賽中進球，成為西甲歷史首位連續12個賽季打進20球以上的球員。6月30日，他在西甲聯賽主場2比2戰平馬德里競技的比賽中打進勺子點球，這是他在巴塞隆納和阿根廷職業生涯的第700個進球。梅西在賽季最後一場客場5-0戰勝阿拉維斯的比賽中梅開二度，最終以31個進球和25個助攻，成為西甲賽季最佳射手和最佳助攻者。然而，巴塞隆納仍在步履蹣跚的情況下錯失聯賽冠軍。2021年4月17日，梅西在西班牙國王盃決賽中梅開二度，幫助巴塞隆納以4-0擊敗毕尔巴鄂竞技並奪冠。憑藉他的第二個進球，他打破了蓋德·穆勒連續12個俱樂部賽季進球數超過30個的紀錄，創造了13個新紀錄。憑藉在巴塞隆納的第35個獎杯，還超越了前曼徹斯特聯邊鋒瑞恩·吉格斯，成為單一俱樂部獲獎最多的足球員。5月16日，梅西在主場1-2維戈塞爾塔的比賽中攻入了他本賽季的第30個聯賽進球，並再度成為西甲聯賽最佳射手，及生涯第八次獲得皮奇奇獎盃。這也是他身穿巴塞隆納球衣的最後一個進球和比賽。7月1日，梅西在合約到期後成為自由球員，由於巴塞隆納的財務問題，新合約的談判變得複雜。 8月5日，巴塞隆納在雙方已達成協議並將簽署續約合同的當天，無預警地宣布梅西將不會留在俱樂部。三天後，梅西於諾坎普舉行的新聞發布會上潸然淚下，確認自己將離開巴塞隆納。

#### 巴黎聖日耳曼

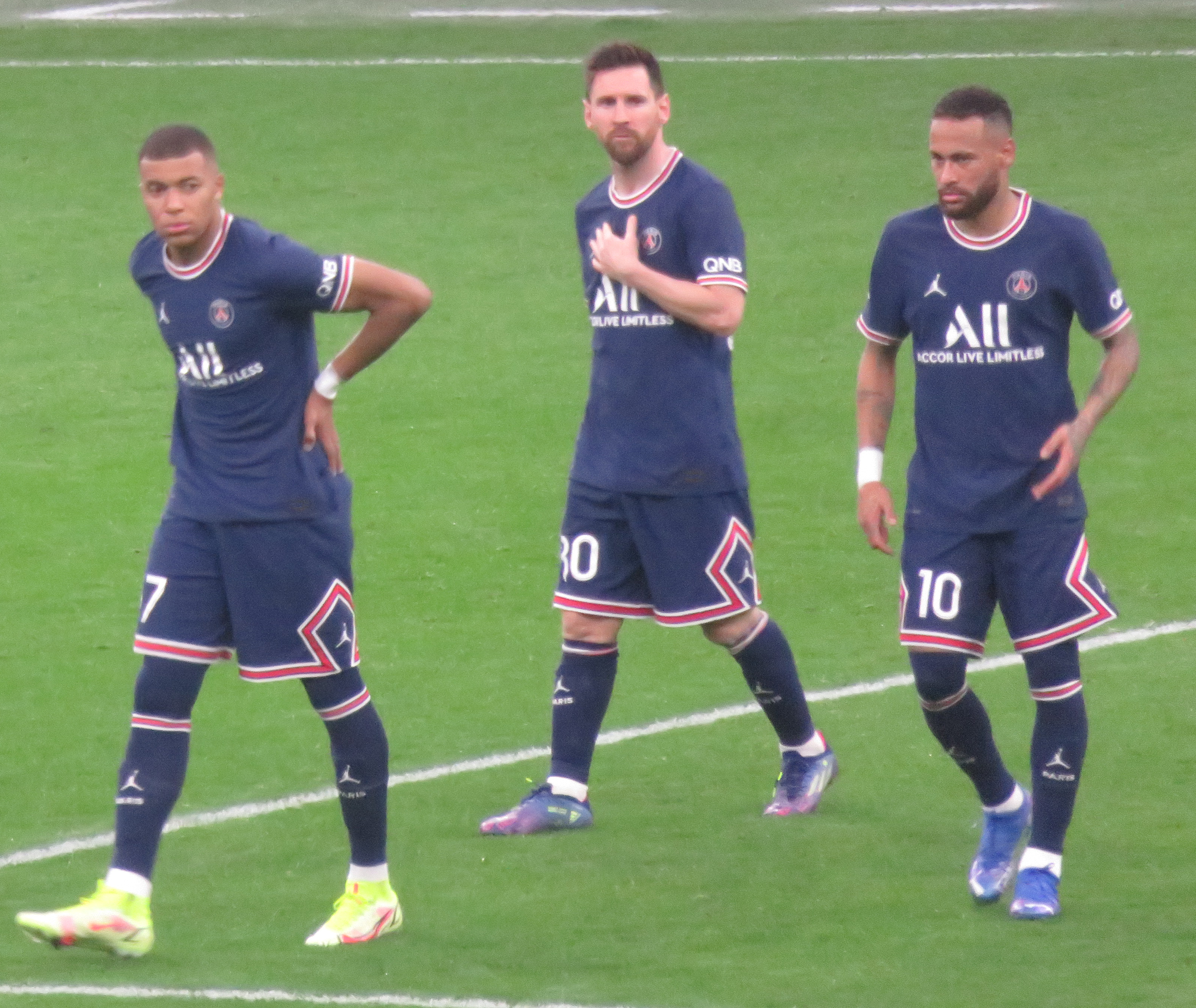
梅西(中)與巴黎聖日耳曼隊友基利安·姆巴佩(左)和 內馬爾(右)

2021年8月10日，法甲俱樂部巴黎聖日耳曼足球俱樂部與梅西達成協議，新球季梅西將為巴黎聖日耳曼出戰，並身穿30號球衣。2021年8月29日，巴黎客场挑战兰斯，第66分钟，梅西换下内马尔替补上场，完成法甲首秀。9月28日，梅西在歐冠小組賽2-0戰勝曼城的比賽中打進了在巴黎聖日耳曼的第一個進球。11月21日，梅西在法甲3-1戰勝南特的比賽中打進了在聯賽的第一個進球。11月28日，梅西在法甲3-1战胜圣埃蒂安的比赛中送出了自己在巴黎的第一个助攻。而这场比赛梅西完成了助攻帽子戏法。11月29日，梅西获得第七座金球奖。2022年4月23日，梅西世界波破门帮助巴黎圣日耳曼主场1-1战平朗斯，提前4轮锁定法甲联赛冠军。
2022年7月31日，梅西在法国超级杯中打进一球，巴黎圣日耳曼4-0战胜南特捧杯。2022年8月7日，在法甲首輪的比賽中，巴黎聖日耳曼5-0戰勝克萊蒙，梅西兩射一傳，其中在86分鐘的進球為梅西在職業生涯中首個以倒掛金鉤的方式進球。2022年10月26日，在歐冠小組賽中，率領巴黎聖日爾曼在主場迎戰以色列海法馬卡比之戰，單場演出2進球、2助攻，以35歲123天成為歐冠史上完成此一紀錄的最老球員，同時以23禁區外進球數超越C羅，創下歐冠史上最多紀錄。2022年12月18日在2022年國際足總世界盃決賽获得了世界杯冠军，成功加冕球王称号，时隔36年拿到世界杯冠军，7场7球7助攻，同时打败法国上届的世界杯杯冠军夺主。2023年5月27日，凭借梅西的进球，巴黎客场1-1战平斯特拉斯堡，提前一轮夺得法甲联赛冠军。至此，梅西以496粒进球超越C罗成为五大联赛历史射手王，以43冠与巴西球员阿尔维斯并列成为足坛获得冠军最多的人。2023年6月4日，法甲最後一輪對陣克萊蒙是梅西的法甲告別戰，隨後主教練加爾蒂宣佈梅西離開。
2022-23赛季，梅西成为五大联赛达成进球助攻“两双”数据最多，并以16助成为法甲助攻王。在俱乐部荣誉方面拿下一座法超杯和法甲联赛冠军，个人方面也荣获第七个世界足球先生和第二个劳伦斯年度最佳男运动员，并入选法甲赛季最佳阵容。在国家队层面，2022年卡塔尔世界杯冠军为他补齐了各项荣誉的最后一块拼图。2023年6月26日，法甲官方宣布梅西当选赛季最佳外籍球员。

#### 邁阿密國際

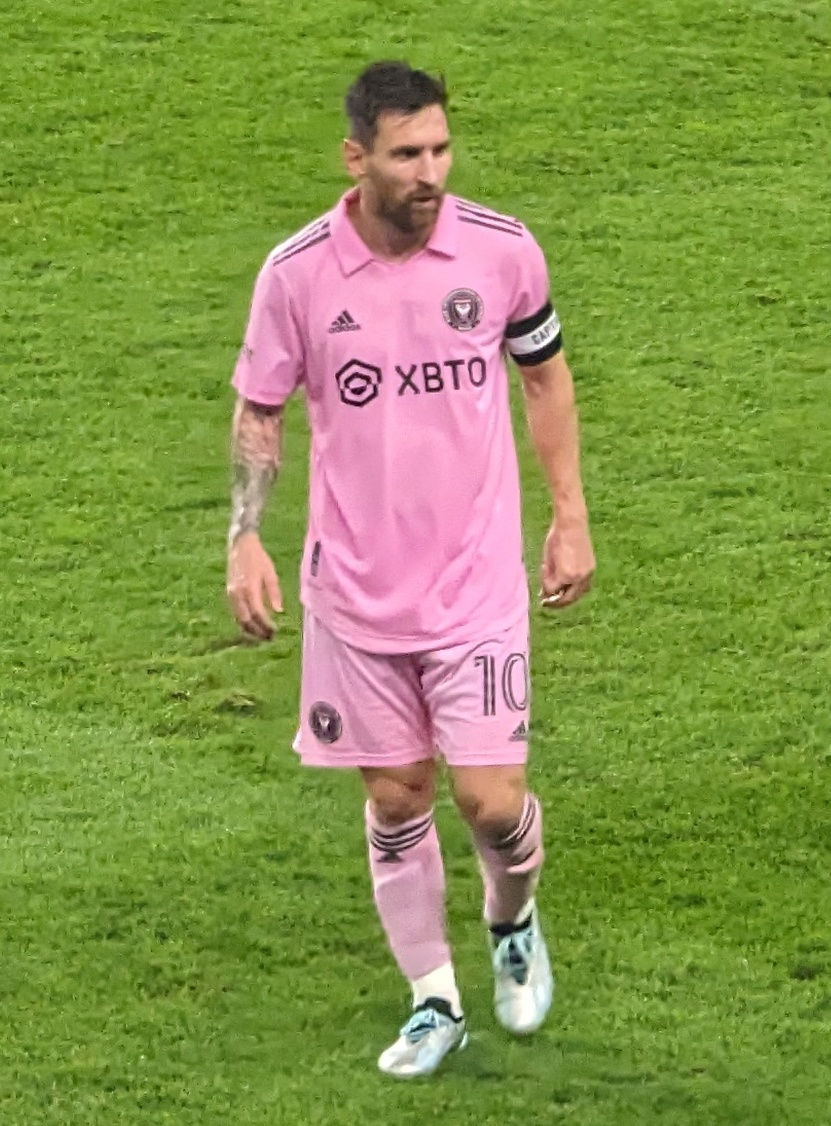
梅西隨迈阿密国际足球俱乐部參加2023年美國公開盃

2023年6月8日，梅西在接受來自世界體育報的專訪时，明確表示自己將會加盟邁阿密國際。7月16日，邁阿密國際宣布簽下梅西。2023年7月21日，梅西在北美聯賽盃对阵墨西哥蓝十字的比赛的第54分鐘替补登场，並從手中接過隊長臂章，迎来北美赛场首秀，在比赛最后时刻打入任意球绝杀，為其个人在邁阿密國際首粒进球，这粒进球帮助迈阿密终结各项赛事多场不胜。自後起擔任球隊隊長。2023年7月25日，在北美聯賽盃对阵亚特兰大联的比赛中，梅西上演两射一传，帮助迈阿密国际取得小组两连胜，晋级1/16决赛。8月2日，梅西再次上演梅开二度，帮助迈阿密3-1淘汰奥兰多城晋级联赛杯16强。8月6日，在對陣達拉斯的北美聯賽盃16強中，梅西又射入兩球，包括一腳自由球。協助球隊以4-4扳平並在互射十二碼中協助勝出晉級8强。2023年8月11日，在北美聯賽盃对阵夏洛特的比赛中，梅西在70分钟打进一球，最终迈阿密国际以4-0 晋级4强。8月16日，在对阵费城联的半决赛中，梅西以一记贴地斩的世界波帮助迈阿密国际以4-1打入决赛，同时确保了中北美和加勒比海冠军杯外围赛资格。2023年8月19日，在北美聯賽盃对阵納士維的决赛中，梅西上半场打入迈阿密国际在常规时间的唯一一粒进球，并在最终的点球大战中率先攻破田纳西的球门，职业生涯所有点球大战全部第一个站上罚球点，且仅有一次罚丢。最终迈阿密国际以1–1（10–9）的比分获得了冠军，同时晋级中北美和加勒比海冠军杯正赛。梅西则以7场10球的表现获得赛事金靴及最佳球员，并以44冠超越43冠的阿尔维斯成为职业足坛拥有冠军最多的人。
2023年10月31日，梅西在金球奖竞选中获得了第一，拿到了自己第八个金球奖。

### 國家隊生涯

#### 阿根廷國家隊

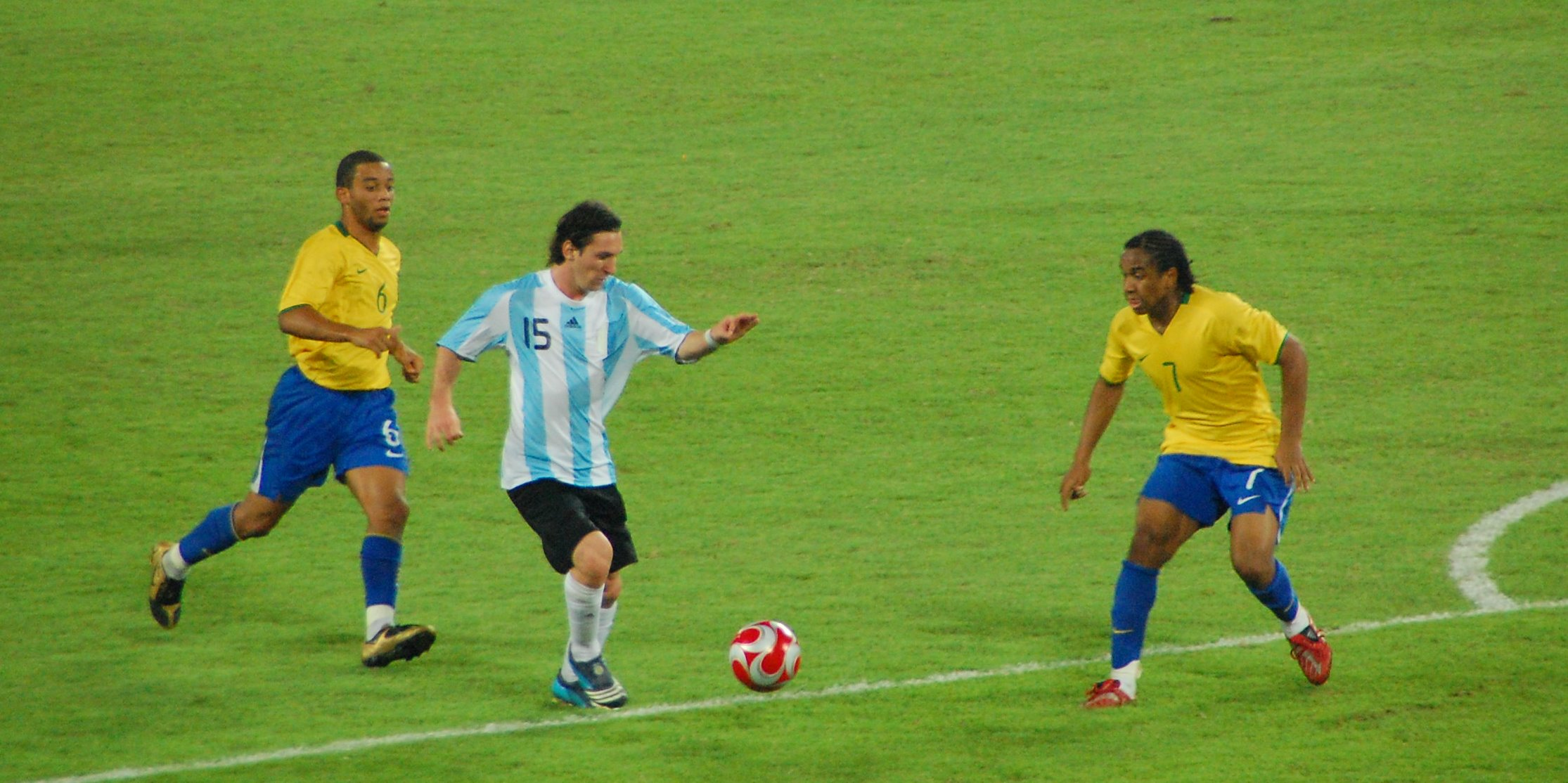
梅西於2008年北京奧運中對陣巴西

##### 2005年至2006年：初出茅庐
梅西雖然居於西班牙，并于2005年9月26日获得西班牙国籍，但他並沒有代表西班牙國家足球隊出賽，而選擇為出生國阿根廷披甲。
在對20歲以下球隊的成就獲得認可後，資深經理何塞·佩克曼在2005年8月17日的一場對匈牙利的友誼賽中首次召集梅西入選國家隊。當時18歲的梅西在費倫茨·普斯卡什體育場為阿根廷國家隊做了他的成年隊首秀，第63分鐘替補上場，然而僅僅兩分鐘後因對維爾莫斯·萬奇克被罰下場。萬奇克在試圖拉梅西的球衣時梅西用手臂打了進防守球員，裁判將此解讀為故意的肘擊行為，這是一個有爭議的判決。據報導，梅西在被罰下場後在更衣室裡哭泣。他在9月3日對巴拉圭的世界盃預選賽中重新回到國家隊，他稱此場比賽為自己的“重新首秀”。
在接下來的預選賽對秘魯的比賽中，梅西首次首發上陣，在比賽中贏得了一個關鍵的罰球，確保了阿根廷的勝利。賽後，佩克曼形容他為“一顆寶石”。隨後，他在阿根廷參加2006年FIFA世界杯前開始常規出場，並在2006年3月1日對克羅地亞的友誼賽中攻入了自己的首個進球。但一周后他拉傷了腿筋，使他參加世界杯的資格受到威脅，但他最終入選了佩克曼的名單，並及時恢復健康參加了比賽。

##### 2006年世界杯
2006年世界杯梅西入選阿根廷國家队，被阿根廷傳媒指他有能力成為球隊正選。在德國世界杯期間，梅西在替補席上見證了阿根廷對科特迪瓦的揭幕戰勝利。在接下來的比賽中對陣塞爾維亞和黑山，他成為了代表阿根廷參加FIFA世界杯的最年輕球員，第74分鐘替補上場。他幫助球隊攻入第四個進球，並在6-0的勝利中攻入最后一個進球，成為了世界杯歷史上年齡最小的射手之一。
由於他們已確保晉級淘汰賽，最后一場小組賽期間一些首發球員得到休息。梅西隨後在對陣荷蘭的比賽中首發上場，比賽以0-0戰平，阿根廷憑借進球數優勢贏得小組冠軍。在對陣墨西哥的十六強比賽中，這也是他19歲生日的那天，梅西在第84分鐘替補上場，當時比分是1-1。他似乎攻入了一個進球，但裁判有爭議地判定越位，球隊需要在延長比賽時段內攻入一個進球才能晉級。他未能參加八強對陣德國的比賽，阿根廷最終以4-2在點球大戰中被淘汰出局。回國后，佩克曼將他留在替補席上對陣德國的決定受到廣泛批評，許多人認為梅西本可以改變比賽的結果，使阿根廷取得勝利。

##### 2007年至2008年：美洲杯決賽及奧運金牌
隨著梅西成為世界上最優秀的球員之一，他在阿爾菲奧·巴西萊的首發陣容中確保了位置，作為一支被認為是2007年在委內瑞拉舉行的美洲國家盃的夺冠热门球隊的一部分。他在揭幕戰對美國的比賽中製造了致勝進球，幫助球隊以4-1獲勝；接下來對陣哥倫比亞的比賽中，他贏得了一個罰球，促使球隊攻入了扳平比分的第一個進球，最終他們以4-2贏得比賽。在四分之一決賽階段，小組頭名球隊對陣秘魯，他攻入了一個進球，幫助球隊以4-0獲勝，晉級半決賽，半決賽中他輕巧地將球踢過墨西哥的守門員，確保另一場3-0的勝利。然而，在令人驚訝的失利中，阿根廷在決賽中以0-3不敵巴西隊，而巴西隊缺少了幾名該國最佳球員。這次意外的失利引起了阿根廷國內的許多批評，盡管梅西由於年輕和次要的地位，很大程度上得到了豁免，而球隊的明星球員胡安·羅曼·里克爾梅受到了更多的關注。他被南美足協（CONMEBOL）評選為該賽事的最佳年輕球員。
但不久，便於2008年北京奧運男子足球項目四強賽中以3-0擊敗巴西報回一箭之仇，並奪得該項賽事冠軍。里克尔梅和梅西在国际足联对2008年奥林匹克运动会足球比赛的报告中被认为是阿根廷队中最出类拔萃的球员。

##### 2008年至2011年：集體衰落
梅西在2010年世界杯成為了阿根廷隊的灵魂人物，身披自马拉多纳、里克爾梅傳承下來的藍白衫10號球衣，是潘帕斯雄鷹冲击大力神盃的绝对核心。唯可惜於淘汰賽遭到德國4:0創記錄大比分擊敗。

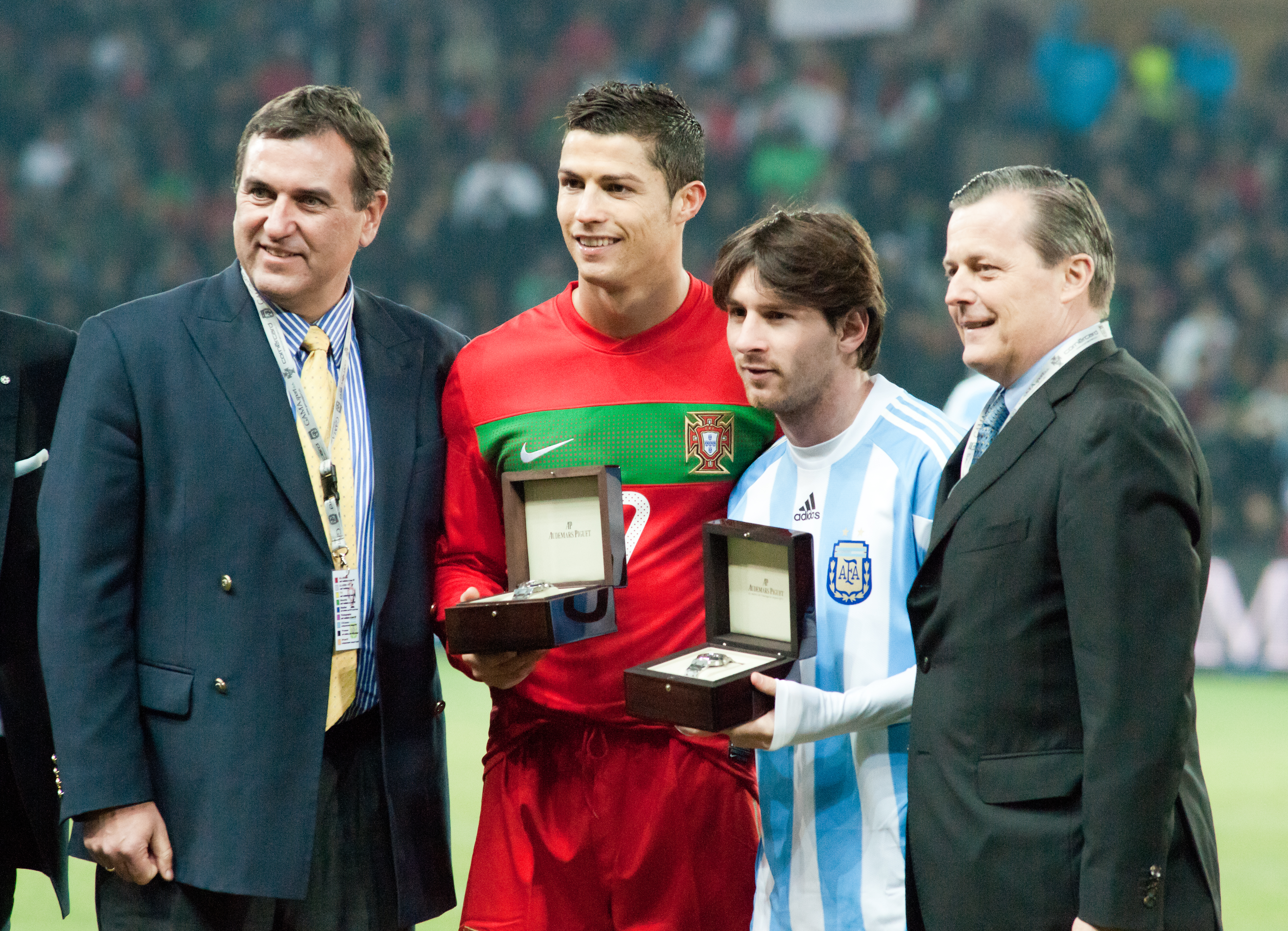
梅西和C罗（2011年2月）

馬拉多納被塞爾吉奧·巴蒂斯塔取代，巴蒂斯塔曾策劃了阿根廷的奧運勝利。巴蒂斯塔公開表示他打算圍繞梅西建隊，將他作為虛假的九號，運用巴塞羅那在4-3-3的戰術體系，該體系在巴塞羅那取得了很大的成功。儘管梅西在2010-2011賽季創下了53球的紀錄，但他自2009年3月以來在阿根廷的正式比賽中一直未能進球。在2011年由阿根廷舉辦的美洲杯上，盡管進行了戰術變革，但他的進球荒持續不斷。他們的前兩場比賽，對陣玻利維亞和哥倫比亞，以平局收場。媒體和球迷們注意到，他與前鋒卡洛斯·特維斯的配合不佳，而特維斯在阿根廷的公眾中更受歡迎；因此，梅西第一次在職業生涯中被自己球隊的支持者嘘聲所嘲笑。在接下來的關鍵比賽中，特維斯坐在板凳上，他表現出色，幫助球隊以3-0擊敗哥斯達黎加，助攻兩個進球。在八強對烏拉圭的比賽中，梅西助攻了他們的扳平球，但加時賽結束後，阿根廷在點球大戰中以4-5不敵最終的冠軍隊伍，無緣晉級。

##### 2011年至2013年：擔任隊長
在阿根廷在美洲杯表現不佳後，巴蒂斯塔被亞歷漫德羅·薩貝拉取代。在2011年8月上任時，薩貝拉讓當時24歲的梅西成為球隊的隊長，並與當時的隊長哈維爾·馬斯切拉諾共同擔任這一職務。由於梅西天性內向，他以身作則成為球隊中的最佳球員，而馬斯切拉諾則繼續擔任球隊的場上領袖和推動者。
在薩貝拉的領導下，梅西的進球率大幅增加。在之前的教練手下，他在61場比賽中僅打入17球，但在接下來的三年裡，他在32場比賽中攻入25球。2012年，他在9場阿根廷國家隊比賽中打入了12球，追平了加布里埃爾·巴蒂斯圖塔在一年內為國家隊攻入最多進球的紀錄。他在2012年2月29日的一場友誼賽中取得了他的首個國家隊帽子戲法，之後在接下來一年半的時間內在與瑞士、巴西和危地馬拉的友誼賽中又攻入了兩個帽子戲法。之後，梅西在2013年9月10日的世界盃預選賽中以兩個點球攻入兩球，幫助球隊以5-2擊敗巴拉圭，使阿根廷成功晉級2014年世界盃。這兩個進球使他在國家隊中的進球總數達到37球，成為僅次於巴蒂斯圖塔的阿根廷第二射手。在整個預選賽期間，他在14場比賽中共攻入10球。與此同時，隨著他的表現改善，他與國家隊隊友的關係也得到改善，他在阿根廷的形象逐漸受到更多的青睞。

##### 2014年至2016年：大赛三连亚
在巴西世界杯前，人们对梅西的状态一直存在疑虑，因为他在与巴塞罗那的不成功和频遭伤病的赛季结束时表现不佳。然而，在比赛开始时，他展现出了强大的表现，在前四场比赛中被选为最佳球员。在他首次担任世界杯队长的比赛中，他带领阿根廷以2-1击败波斯尼亚和黑塞哥维那；他协助制造了塞德·科拉希纳奇的乌龙球，并在过掉三名防守球员后攻入了他自己在世界杯的首个进球，距离他八年前的首次亮相还有一段时间。在对阵伊朗的第二场比赛中，他在禁区外25码处打入了伤停补时进球，以1-0获胜，确保晋级淘汰赛。在最后一场小组赛中，他在对阵尼日利亚的3-2胜利中攻入两球，其中第二球来自任意球，帮助阿根廷获得小组第一。在16强淘汰赛中，梅西在加时赛中助攻打入一球，确保1-0击败瑞士，进入八强，而在1-0击败比利时的四分之一决赛中，梅西也参与了比赛，帮助阿根廷首次晋级世界杯半决赛，这是自1990年以来的首次。在加时赛中，比赛结束时是0-0平局，但阿根廷以4-2的点球大战淘汰荷兰，晋级决赛，梅西亲自踢进了球队的第一个点球。
在2014年国际足联世界杯决赛中，梅西与德国的马茨·胡梅尔斯争抢球权。决赛被誉为梅西对阵德国，世界最佳球员对阵最佳球队，是1990年决赛的重演，当时迭戈·马拉多纳也参加了比赛。在比赛的前半小时内，梅西发动了导致进球的进攻，但被判越位。在整场比赛中，他错过了几次开场得分的机会，特别是在下半场开始时，他的突破努力偏出了远门。替补球员马里奥·戈策在第113分钟终于打入一球，德国以1-0赢得了比赛，夺得了世界杯冠军。在决赛结束时，梅西被授予本届比赛的金球奖，成为最佳球员。除了成为进球数并列第三的球员（打入了四球并助攻一次），他还创造了最多的机会，完成了最多的过人次数，传送了最多的进攻传球，并在比赛中完成了最多的直塞球。

2015年6月14日，梅西率队参加2015年美洲杯，小组赛两胜一平晋级淘汰赛，1/4决赛与哥伦比亚战至点球大战，阿根廷队以5-4的总比分淘汰对手晋级四强，半决赛6-1大胜巴拉圭，梅西在本场比赛中完成助攻帽子戏法，然而在最终的决赛里，阿根廷队陷入与智利的缠斗中，双方0-0战至点球大战，阿根廷在点球大战中仅有梅西一人罚进点球，最终比分1-4不敌智利屈居亚军，梅西本來獲頒美洲杯金球獎，但因為阿根廷最後未能奪冠，因此拒絕領獎，也是美洲杯有史以來第一次弃獎。
2016年6月26日，梅西率领的阿根廷在美国举办的2016百年美洲杯裏一路披荆斩棘，在小组赛以2-1，5-0，和3-0的比分击败智利，巴拿马和玻利维亚，以小组头名的成绩闯入八强。其中，梅西在对巴拿马的赛事中替补上場30分鐘內，攻入3球上演帽子戏法。阿根廷随后以4-1和4-0的比分击败委内瑞拉和东道主美国，与卫冕冠军智利会师决赛。双方在120分钟颗粒无收之后，再次进入点球大战，但梅西在罗梅罗扑出比达尔主罚的点球后罚丢点球，这是梅西职业生涯第一次在点球大战罚丢点球。阿根廷随后以2-4的比分再一次输给智利，屈居亚军。這是梅西連續第三度奪得世界大賽亞軍，尽管梅西在本届赛事中发挥极其优秀，斩获5个进球和4个助攻。但由于再次在决赛中输球，在比赛结束后的媒体采访中梅西宣布自己从阿根廷国家队退役，引来国际足坛轩然大波。

##### 2017年至2019年：回歸及重建
在多方挽留下，梅西於2016年8月宣佈回歸國家隊。
2017年10月10日，梅西所屬的阿根廷在2018年國際足總世界盃外圍賽中瀕臨淘汰，最後一輪賽事對上厄瓜多，梅西演出帽子戲法，終場以3-1擊敗厄瓜多，並且因智利0-3敗給巴西、秘魯及哥倫比亞0-0平局，讓阿根廷躍居分組第三，順利打進2018俄羅斯世界盃會內賽。此戰梅西被譽為以一己之力拯救阿根廷的英雄。
在2018俄羅斯世界盃小組賽第一輪阿根廷被冰島1-1逼和，雖然梅西曾獲得一次十二碼機會，也被冰島門將擋出。第二輪對戰克羅埃西亞，因為後防失誤被對方先進球，終場阿根廷0-3吞敗，晉級希望變得渺茫。第三輪對上非洲雄鷹奈及利亞，由梅西在上半場14分鐘射入一球先馳得點，最終阿根廷2-1獲勝，晉級十六強。不過十六強阿根廷終究不敵年輕力盛最終奪冠的法國，雖然曾經一度2-1領先對手，最終仍然以3-4被淘汰出局。
世界杯结束后，新任主帅斯卡洛尼出于考察新人的目的，一直到2019年3月都没有征召梅西参加国家队比赛。
2019年美洲國家盃季軍賽阿根廷對陣智利比賽中第38分钟，梅西与对方的加里·梅德爾争夺皮球时手推他背脊，吃到職業生涯第二張紅牌，比賽結束後，梅西拒絕領獎，並指責2019年美洲國家盃存在腐敗。南美足协则谴责梅西的腐敗指控是“不可接受的和毫无根据的指责”。2019年8月3日，南美足協宣佈對梅西禁賽三個月，罚款5万美元。

##### 2021年：苦尽甘来
2021年美洲國家盃，梅西所屬的阿根廷在與其他南美洲9隊比賽中脫穎而出並在決賽擊敗東道主巴西奪得冠軍，個人獲得賽事金球獎和金靴獎，終於終結了他長達16年的成年以及阿根廷28年的國家隊冠軍荒。
於2021年6月14日，梅西在阿根廷對智利的首場2021年巴西美洲杯小組賽中，以任意球為球隊攻入一球，最終以1-1戰平對手。於6月21日，梅西在對巴拉圭的第三場比賽中上場，這是他代表阿根廷的第147場比賽，追平哈維爾·馬斯切拉諾的出場紀錄。一週後，他在對玻利維亞的最后一場小組賽中，上場次數打破了阿根廷球衣最多出場次數的紀錄，該場比賽阿根廷以4-1取勝，梅西助攻帕普·戈麥斯攻入開場進球，之後他本人又攻入兩球。7月3日，梅西在四分之一決賽對厄瓜多爾的比賽中，兩次助攻並以任意球進球，幫助球隊以3-0獲勝。7月6日，在半決賽對陣哥倫比亞的1-1戰平中，梅西代表阿根廷完成了他的第150次國家隊出場，并取得了本屆比賽的第五次助攻，這次助攻是為拿達路·馬天尼斯做的，這也追平了他在五年前單屆比賽中的九次進球貢獻紀錄。最終他成功罰進點球，幫助阿根廷以3-2在點球大戰中取得勝利，晉級到他的第五個國際賽事決賽。
7月10日，阿根廷在決賽中以1-0擊敗東道主和衛冕冠軍巴西，獲得了梅西個人的首個重要國際冠軍，也是阿根廷自1993年以來的首個重要國際冠軍，這也是該國第15次獲得美洲杯冠軍，追平了最多冠軍的紀錄。梅西在阿根廷的12個進球中直接參與了9個，攻入4球並助攻5次；他以這樣的表現獲得了本屆比賽的最佳球員榮譽，這一榮譽他與巴西球員內馬爾共享。他也以4個進球的成績成為本屆比賽的射手王，與哥倫比亞的路易斯·迪亞斯並列，但由於梅西的助攻更多，金靴獎授予了他。

##### 2022年：终成正果
2022年6月1日，在欧美杯中，梅西兩次助攻，幫助阿根廷3-0擊敗應屆歐洲冠軍意大利，奪得歐美杯冠軍，這也是他個人職業生涯的第40冠。6月6日阿根廷与爱沙尼亚的世界杯熱身賽中，梅西完成五子登科，幫助阿根廷以5-0戰勝對手，而這也幫助他以86球的國家隊進球數超越傳奇球員普斯卡什，升至國家隊歷史射手榜第四位。此外，梅西也成為了歷史上首位在俱樂部（2011-12賽季歐冠八分之一決賽對陣勒沃库森) 以及國家隊都取得單場五球的球員。

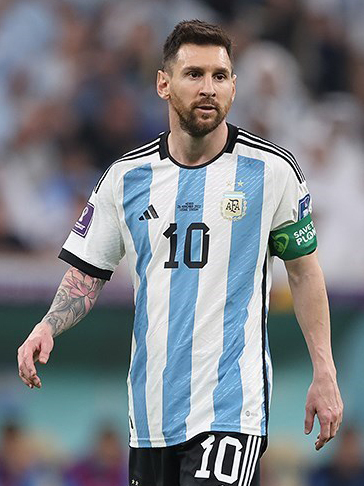
參與2022年卡塔爾世界杯的梅西

2022年卡塔爾世界杯，梅西第五次代表阿根廷国家队出战世界杯；賽前梅西表示此届比賽將會是他參加的最後一届世界杯。在小組賽第一场比赛对战沙特阿拉伯，梅西在第10分钟以点球低射破门，为球队取得开门红。然而VAR半自动越位判了己方三球越位无效而影响球员心态及对手攻势猛烈，被对手2比1爆冷逆转，終結阿根廷36場不敗紀錄。第二场对阵墨西哥，久攻不下的阿根廷凭借梅西的远射破门和其助攻恩佐.费尔南德斯的进球夺回出线主动权，第三场对波兰则以2-0取胜，成功扭轉開賽初期的不利形勢，以小组头名晋级八分之一决赛，避开了卫冕冠军法国队。对阵波兰的比赛也是梅西整届杯赛中唯一一场没有进球与助攻入账的比赛。
在八分之一决赛，梅西帶領的阿根廷隊对阵澳大利亚，累计出场次数突破1000场的梅西打入个人世界杯淘汰赛首球，帮助阿根廷2比1取胜晋级。四分之一决赛对阵荷兰时，梅西先是精彩助攻队友纳维尔·莫利纳破门，之后又亲自罚入一枚点球，可惜被荷兰连入两球追平，最终进入点球大战。在梅西亲自攻入第一球振奋士气的情况下，阿根廷在点球大战阶段最终4比3险胜荷兰晋级。半决赛对阵克罗地亚时，胡利安·阿尔瓦雷斯造点梅西率先罚入一球，之后通过个人能力强突对手助攻阿尔瓦雷斯梅開二度，最终阿根廷3比0横扫对手、与卫冕冠军法国会师决赛，而決賽也是梅西第26次在世界杯出场，梅西也因此成为世界杯历史出场数最多的球员。
作爲世界盃「五屆元老」的梅西，在決賽率領阿根廷與衛冕冠軍法國一路纏鬥。阿根廷雖然在上半场分别依靠梅西与迪马利亚的进球一度领先法国两球；但下半场法国队在2分钟内凭姆巴佩的两个进球迅速把阿根廷的领先优势抹平，并使比赛进入加时。进入加时赛，梅西第109分钟抓住机会补射破门，一度让阿根廷看到不必踢点球大战即可结束比赛的希望，然而第116分钟，阿根廷因自家后卫犯错再次被判点球，姆巴佩罚进完成帽子戏法。比赛最终被拖入点球大战，在首位出场的姆巴佩将点球罚进的不利局面下，阿根廷第一轮出场的梅西同样将点球罚进。随后，阿根廷门将马丁内斯将科曼的点球扑出，并利用心理战干扰琼阿梅尼令其射偏，阿根廷随后出场的两名队员全部将点球罚进。尽管法国最后一位出场的穆阿尼将点球罚进，但阿根廷最后一位出场的蒙铁尔顶住压力罚入制胜点球，比赛就此结束。最终，阿根廷以加时赛3比3、点球大战4比2的成绩战胜法国，取得睽违36年的世界杯冠军，梅西本人则以决赛进两球，七场比赛五次当选MOTM的成绩再度夺得世界杯金球奖。在隊友蒙提爾（Gonzalo Montiel）即將操刀關鍵12碼致勝球時，梅西抬頭向天堂祈禱，用西班牙語說著：“拜托进去吧，就在那里结束吧！”当球順利破網，梅西淚流滿面跪倒在地，因為他終於圓夢贏得歷史性勝利。
在此届比賽中梅西以球队领袖的身份团结队友，帶領这支“草根”阿根廷——在这支阿根廷队的26人中，没有一人在2022年金球奖评选入围前三十——奪得冠軍：從1/8決賽開始、1/4決賽、半決賽到決賽，梅西幾乎在每次比賽全部斬獲進球，成為世界杯史上首位取得如此成就的球員，並以13個入球并列排在世界盃历史射手榜第四位。

##### 2023年至今：新的征程
2023年2月，阿根廷国家队公布热身赛对阵巴拿马和库拉索球员大名单，梅西与迪马利亚在列，二人连续14年共同入选国家队。3月23日，世界杯夺冠庆典对阵巴拿马，梅西任意球破门解锁职业生涯第800球，连续18年为国家队进球。赛后，阿根廷足协在纪念碑球场举行了盛大的庆祝活动。3月28日，在对阵库拉索的热身赛上，梅西为球队首开纪录，打入个人国家队生涯第100粒进球，并在第37分钟上演帽子戏法。至此梅西成为继阿里·代伊和C罗之后第三位为国家队打入超过100粒进球的球员。
2023年9月，阿根廷国家队迎来了2026年北美世界杯预选赛。在首轮对阵厄瓜多尔的比赛中，面对久攻不下的局面，梅西在比赛第77分7秒以一记任意球攻破对手球门，帮助阿根廷取得了通向美加墨的首个3分。9月12日(UTC)在對陣玻利維亞的比賽，梅西輪休未進入大名單，以教練組成員的球隊技術助理身份出現在比賽中。
2023年10月，在世界杯预选赛第四輪客場對陣秘魯的比賽中，梅西分別在比賽第32和第42分鐘推射破門，阿根廷最終以2-0的比分獲勝，至此梅西以31球進球數，超越蘇亞雷斯成為「南美洲區世界盃預選賽最佳射手」。
2024年6月20日 EDT (UTC−4)，在2024年美洲國家盃小組賽中梅西先是以第49分鐘的直塞球幫助阿爾瓦雷斯進球，隨後在第88分鐘助攻勞塔羅·馬丁內斯，最終阿根廷以2-0戰勝加拿大，球隊正式開啓了衛冕冠軍的揭幕戰。在四分之一決賽對陣厄瓜多爾的比賽中，90分鐘後雙方1-1戰平，梅西在隨後的點球大戰首罰中罰丟了點球，但阿根廷隊以4 -2獲勝晉級半決賽。在半決賽對陣加拿大的比賽中，梅西在恩佐.费尔南德斯的助攻下打進了比賽的第二個進球，最終阿根廷以2-0獲勝，這是梅西在本屆美洲盃上的首粒進球，同時也讓他以 109 粒進球超越阿里·代伊，成為歷史上第二高的國家隊賽事射手。
2024年7月14日 EDT (UTC−4)
，梅西率领阿根廷在2024年美洲國家盃決賽上對陣哥倫比亞，這是梅西生涯第５次進入美洲盃決賽，成為美洲盃截至目前進入決賽最多次的球員。於比賽第66分鐘梅西因傷被提前換下，阿根廷隊展現了頑強的韌性，將比賽拖入加時賽，在艱難的第112分鐘隊友勞塔羅·馬丁內斯取得進球，阿根廷最終以1-0戰勝哥倫比亞，夺得队史第16个美洲盃冠军。這場勝利結束了哥倫比亞隊28場不敗的紀錄，也使阿根廷成為歷史上第一個連續兩屆美洲盃冠軍和世界盃冠軍的國家，這支球隊是繼西班牙國家足球隊（2008年至2012年的成績）後唯一一個取得同樣統治力的國家隊。隨著球隊的衛冕，梅西取得了個人生涯第2個美洲盃冠军，同時也是生涯第45冠，為職業足壇歷史最多冠軍的球員。

## 球員風格

### 技術特點

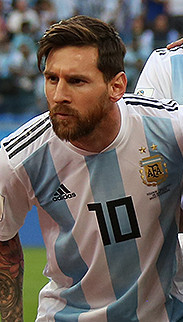
梅西是一名技術能力全面的前锋，经常扮演经典的進攻中場10号位。

由于身材矮小，梅西的重心比高個子球員低，這使他的靈活性更高，可以更快地改變身體方向並躲避對方的鏟球；西班牙媒体因此称他为“原子跳蚤”（La Pulga Atómica）。 儘管他體格並不魁梧，但他擁有強大的上肢力量，再加上他較低的重心和由此產生的平衡能力，幫助他能夠抵禦對手的身體對抗；也因此，他因缺乏假摔而在這項因盛行「跳水」而充斥著比賽道德、判罰爭議的運動中聞名。 他粗壯而有力的腿讓他在短時間的加速度表現出色，而他敏捷的雙腳使他能夠在高速帶球時保持對球的控制。 他於巴塞罗那足球俱乐部的主教練瓜迪奧拉曾經說過，「梅西是唯一一個帶球跑動得比無球跑動更快的球員。」儘管自二十五、六歲起，梅西就已提高了自己用弱勢腳的能力，但他主要是一名左腳球員；他通常用左腳外側帶球跑動，用腳內側完成傳球和助攻。
作为一名技能豐富的射手，梅西以他的射门终结能力、定位球能力、快速反应能力和和突破防线的进攻能力而聞名。憑藉他的視野和傳球範圍，他還擔任組織核心的角色。 他經常被形容為魔術師；一個魔術師，能夠在看似不存在的地方創造目標和機會。此外，他還是一名精準的直接自由球和十二碼罰球主罰者。截至2023年9月，梅西以65個直接自由球進球排名歷史第五，為現役球員中最多。他也喜歡用挑球得分。

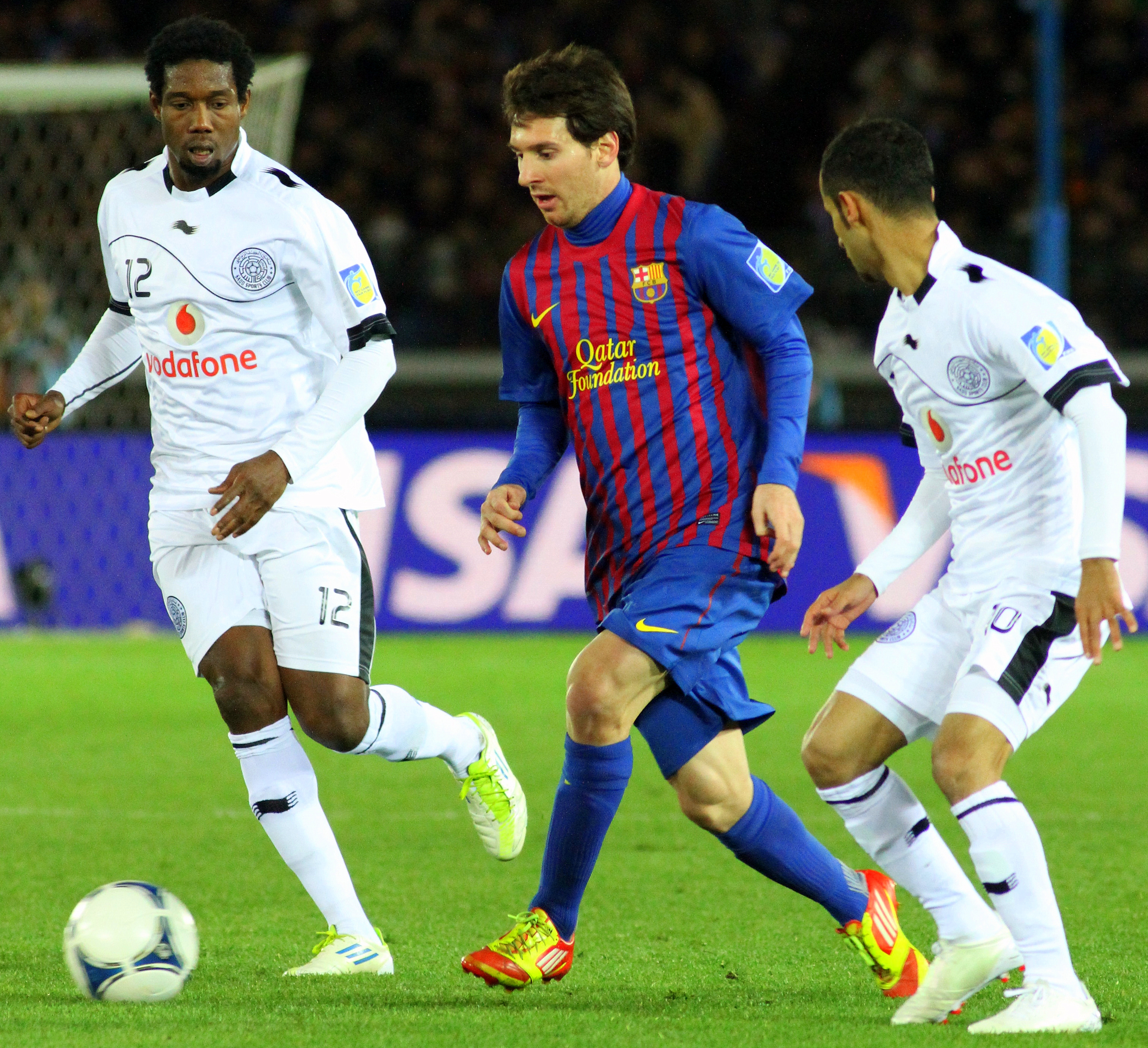
眾所周知，梅西會主動回撤，與中場球員接應，組織進攻，並創造進球機會。

梅西的速度和技術能力使他能夠進行個人帶球進攻，特別是在反擊時，通常從中線或球場右側開始。被廣泛認為是世界上最好的盤球者，也是歷史上最偉大的控球運動員之一，對於這種能力，前阿根廷國家隊主教練迭戈·馬拉多納曾如此評價：「球就像粘在他腳上一樣；在我的職業生涯中，我見過很多偉大的球員，但我從未見過有誰能像梅西這樣控球。」除了個人實力之外，他還是一名全面且勤奮的團隊球員，以其創造性的組合而聞名，尤其是與前巴塞隆納中場球員哈維和伊涅斯塔的組合。
在戰術上，梅西扮演的是自由進攻角色；他是一名技術能力全面的球員，既能在邊路進攻，也能在球場中央進攻。在童年時期，梅西最喜歡的位置是兩名前鋒後面的組織者，在阿根廷足球中被稱為“鉤子（enganche）”，意即鏈接中場位置；但他在西班牙的職業生涯始於左邊鋒或左前鋒。在梅西於一線隊首次亮相時，他被主教練里杰卡尔德調到了右邊鋒；在這個位置上，他可以更輕鬆地突破防守，進入中場，用左腳進行旋球射門，而不是主要為隊友傳球。在瓜迪奥拉和其他教練的執教中，梅西最常擔任的角色是偽九號；当他被定位为中锋或純正前鋒时，他會在中路遊走，經常深入中場並吸引防守球員，以創造和利用傳球空間、其他隊友的無球進攻空間、梅西自己的帶球空間或與哈維和伊涅斯塔的配合空間。在主教練路易斯·恩里克的帶領下，梅西曾重返回到右路位置，這也是他早期職業生涯中4-3-3陣型的特點，而在後來的賽季中，他越來越多地被安排擔任更深入、更自由的角色。在主教練埃内斯托·巴尔韦德的帶領下，梅西擔任了各種各樣的角色。他偶爾會繼續被部署在更深的位置，這樣可以從後場跑進禁區，也會是右邊鋒或偽九號，他也在4-2-3-1陣型中扮演前場組織核心角色，或者作為4-4-2陣型中的影子前鋒，他會擔任深度回撤、與中場球員銜接、組織球隊進攻角色，並為他的進攻搭檔蘇亞雷斯創造機會。

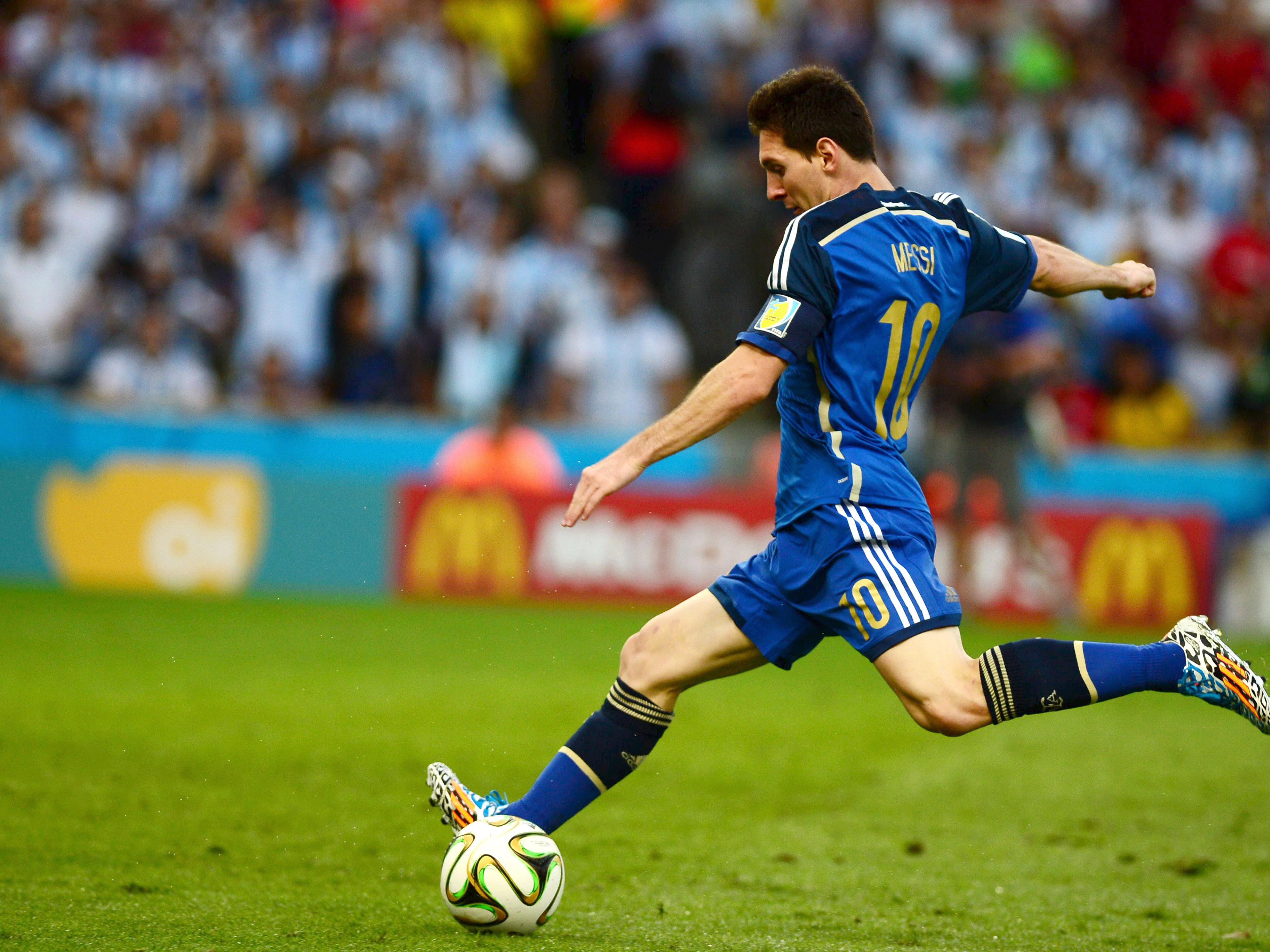
2014年世界盃決賽中梅西準備用他的左腳射門。

隨著職業生涯的發展，梅西開始在控制中場的位置控制比賽節奏、指揮球隊攻勢，並發展成為足球史上最好的傳球者和組織者之一。梅西的盤球傾向也隨著年齡的增長而略有下降，他的無球跑動和防守責任也減少了；透過減少在球場上的跑動，將體力用於短時間內的爆發，他能夠提高自己的效率、移動和位置感，並且避免嚴重的肌肉受傷，儘管他經常在特定賽季中持續參加大量的比賽。事實上，雖然梅西在職業生涯早期容易受傷，但後來他透過改善無球跑動效率，以及採取更嚴格的飲食、訓練制度和睡眠時間表，改進了自己的傷病記錄。在阿根廷國家隊，梅西同樣踢過鋒線上的任何位置；在多位主教練的麾下，他曾出任過右邊鋒、偽九號、純正前鋒、翼鋒、影子前鋒，和進攻中場、控制中場、前場組織核心等位置更深、更廣、更自由的核心角色。

## 生涯數據
最後更新：截至 2024 年 7 月 14 日（UTC）進行的比賽
| 團隊         | 年份         | 出場數 | 進球數 | 助攻數 |
| ------------ | ------------ | ------ | ------ | ------ |
| 俱樂部       | 2004-2024    | 882    | 729    | 319    |
| 國家隊       | 2005-2024    | 187    | 109    | 56     |
| 職業生涯統計 | 職業生涯統計 | 1069   | 838    | 375    |

截至2024年7月14日，梅西的職業生涯共出場1069次、進球838顆、助攻375次。這份統計僅為梅西於俱樂部和國家隊的成年隊數據，未包含梅西於阿根廷U-20國家足球隊的14個進球、阿根廷U-23國家足球隊的2個進球，以及他於巴塞隆納B隊、巴塞隆納C隊、纽韦尔老男孩中打進的339個進球，纽韦尔老男孩青年隊中的18個進球、格蘭多利隊的5個進球，此外還有23個慈善比賽和俱樂部友誼賽進球等，實際數據甚至可能更高，因為仍有許多進球數、助攻數未計入其中。

### 俱乐部
最後更新：截至 2024 年 6 月 1 日（UTC）進行的比賽
| 俱樂部           | 賽季             | 聯賽             | 聯賽 | 聯賽 | 聯賽 | 本土盃赛 | 本土盃赛 | 本土盃赛 | 洲内盃赛 | 洲内盃赛 | 洲内盃赛 | FIFA俱樂部世界盃 | FIFA俱樂部世界盃 | FIFA俱樂部世界盃 | 總計 | 總計 | 總計 |
| 俱樂部           | 賽季             | 賽事             | 出場 | 進球 | 助攻 | 出場     | 進球     | 助攻     | 出場     | 進球     | 助攻     | 出場             | 進球             | 助攻             | 出場 | 進球 | 助攻 |
| ---------------- | ---------------- | ---------------- | ---- | ---- | ---- | -------- | -------- | -------- | -------- | -------- | -------- | ---------------- | ---------------- | ---------------- | ---- | ---- | ---- |
| 巴塞隆納C隊      | 2003－04         | 西丙聯賽         | 10   | 5    |      | —        | —        | —        | —        | —        | —        | —                | —                | —                | 10   | 5    |      |
| 巴塞隆納B隊      | 2003－04         | 西乙聯賽         | 5    | 0    |      | —        | —        | —        | —        | —        | —        | —                | —                | —                | 5    | 0    |      |
| 巴塞隆納B隊      | 2004－05         | 西乙聯賽         | 17   | 6    |      | —        | —        | —        | —        | —        | —        | —                | —                | —                | 17   | 6    |      |
| 巴塞隆納B隊      | 總計             | 總計             | 32   | 11   |      | —        | —        | —        | —        | —        | —        | —                | —                | —                | 32   | 11   |      |
| 巴塞隆納         | 2004－05         | 西甲聯賽         | 7    | 1    | 0    | 1        | 0        | 0        | 1        | 0        | 0        | -                | -                | -                | 9    | 1    | 0    |
| 巴塞隆納         | 2005–06          | 西甲聯賽         | 17   | 6    | 2    | 2        | 1        | 0        | 6        | 1        | 1        | —                | —                | —                | 25   | 8    | 3    |
| 巴塞隆納         | 2006－07         | 西甲聯賽         | 26   | 14   | 2    | 4        | 2        | 1        | 6        | 1        | 0        | 0                | 0                | 0                | 36   | 17   | 3    |
| 巴塞隆納         | 2007－08         | 西甲聯賽         | 28   | 10   | 12   | 3        | 0        | 0        | 9        | 6        | 1        | —                | —                | —                | 40   | 16   | 13   |
| 巴塞隆納         | 2008–09          | 西甲聯賽         | 31   | 23   | 11   | 8        | 6        | 1        | 12       | 9        | 5        | —                | —                | —                | 51   | 38   | 17   |
| 巴塞隆納         | 2009－10         | 西甲聯賽         | 35   | 34   | 10   | 4        | 3        | 0        | 12       | 8        | 1        | 2                | 2                | 0                | 53   | 47   | 11   |
| 巴塞隆納         | 2010－11         | 西甲聯賽         | 33   | 31   | 18   | 9        | 10       | 2        | 13       | 12       | 3        | —                | —                | —                | 55   | 53   | 23   |
| 巴塞隆納         | 2011－12         | 西甲聯賽         | 37   | 50   | 16   | 9        | 6        | 6        | 12       | 15       | 7        | 2                | 2                | 1                | 60   | 73   | 30   |
| 巴塞隆納         | 2012－13         | 西甲聯賽         | 32   | 46   | 12   | 7        | 6        | 1        | 11       | 8        | 2        | —                | —                | —                | 50   | 60   | 15   |
| 巴塞隆納         | 2013－14         | 西甲聯賽         | 31   | 28   | 11   | 8        | 5        | 3        | 7        | 8        | 0        | —                | —                | —                | 46   | 41   | 14   |
| 巴塞隆納         | 2014－15         | 西甲聯賽         | 38   | 43   | 18   | 6        | 5        | 4        | 13       | 10       | 5        | —                | —                | —                | 57   | 58   | 27   |
| 巴塞隆納         | 2015－16         | 西甲聯賽         | 33   | 26   | 16   | 7        | 6        | 6        | 8        | 8        | 1        | 1                | 1                | 0                | 49   | 41   | 23   |
| 巴塞隆納         | 2016－17         | 西甲聯賽         | 34   | 37   | 9    | 9        | 6        | 5        | 9        | 11       | 2        | —                | —                | —                | 52   | 54   | 16   |
| 巴塞隆納         | 2017－18         | 西甲聯賽         | 36   | 34   | 12   | 8        | 5        | 4        | 10       | 6        | 2        | —                | —                | —                | 54   | 45   | 18   |
| 巴塞隆納         | 2018－19         | 西甲聯賽         | 34   | 36   | 13   | 6        | 3        | 3        | 10       | 12       | 3        | —                | —                | —                | 50   | 51   | 19   |
| 巴塞隆納         | 2019－20         | 西甲聯賽         | 33   | 25   | 21   | 3        | 3        | 1        | 8        | 3        | 3        | —                | —                | —                | 44   | 31   | 25   |
| 巴塞隆納         | 2020－21         | 西甲聯賽         | 35   | 30   | 9    | 6        | 3        | 1        | 6        | 5        | 2        | —                | —                | —                | 47   | 38   | 12   |
| 巴塞隆納         | 總計             | 總計             | 520  | 474  | 192  | 100      | 70       | 38       | 149      | 120      | 38       | 5                | 5                | 1                | 778  | 672  | 269  |
| 巴黎聖日爾曼     | 2021－22         | 法甲聯賽         | 26   | 6    | 14   | 1        | 0        | 0        | 7        | 5        | 0        | —                | —                | —                | 34   | 11   | 14   |
| 巴黎聖日爾曼     | 2022－23         | 法甲聯賽         | 32   | 16   | 16   | 2        | 1        | 0        | 7        | 4        | 4        | —                | —                | —                | 41   | 21   | 20   |
| 巴黎聖日爾曼     | 總計             | 總計             | 58   | 22   | 30   | 3        | 1        | 0        | 14       | 9        | 4        | —                | —                | —                | 75   | 32   | 34   |
| 邁阿密國際       | 2023             | 美職聯           | 6    | 1    | 2    | 1        | 0        | 2        | 7        | 10       | 1        | —                | —                | —                | 14   | 11   | 5    |
| 邁阿密國際       | 2024             | 美職聯           | 12   | 12   | 9    | 0        | 0        | 0        | 3        | 2        | 2        | —                | —                | —                | 15   | 14   | 11   |
| 邁阿密國際       | 總計             | 總計             | 18   | 13   | 11   | 1        | 0        | 2        | 10       | 12       | 3        | —                | —                | —                | 29   | 25   | 16   |
| 五大聯賽生涯總計 | 五大聯賽生涯總計 | 五大聯賽生涯總計 | 578  | 496  | 222  | 103      | 71       | 38       | 163      | 129      | 42       | 5                | 5                | 1                | 853  | 704  | 303  |
| 職業生涯統計     | 職業生涯統計     | 職業生涯統計     | 596  | 509  | 233  | 104      | 71       | 40       | 173      | 141      | 45       | 5                | 5                | 1                | 882  | 729  | 319  |

### 国家队
最後更新：截至 2024 年 7 月 14 日（UTC）進行的比賽
| 團隊             | 年份         | 正式比賽 | 正式比賽 | 正式比賽 | 熱身賽 | 熱身賽 | 熱身賽 | 總計 | 總計 | 總計 |
| 團隊             | 年份         | 出場     | 進球     | 助攻     | 出場   | 進球   | 助攻   | 出場 | 進球 | 助攻 |
| ---------------- | ------------ | -------- | -------- | -------- | ------ | ------ | ------ | ---- | ---- | ---- |
| 阿根廷 U20       | 2004         | —        | —        | —        | 2      | 3      |        | 2    | 3    |      |
| 阿根廷 U20       | 2005         | 16       | 11       |          | —      | —      | —      | 16   | 11   |      |
| 阿根廷 U20       | 總計         | 16       | 11       |          | 2      | 3      |        | 18   | 14   |      |
| 阿根廷 U23       | 2008         | 5        | 2        |          | —      | —      | —      | 5    | 2    |      |
| 阿根廷 U23       | 總計         | 5        | 2        |          | —      | —      | —      | 5    | 2    |      |
| 阿根廷國家足球隊 | 2005         | 3        | 0        | 0        | 2      | 0      | 1      | 5    | 0    | 1    |
| 阿根廷國家足球隊 | 2006         | 3        | 1        | 1        | 4      | 1      | 1      | 7    | 2    | 2    |
| 阿根廷國家足球隊 | 2007         | 10       | 4        | 2        | 4      | 2      | 2      | 14   | 6    | 4    |
| 阿根廷國家足球隊 | 2008         | 6        | 1        | 1        | 2      | 1      | 1      | 8    | 2    | 2    |
| 阿根廷國家足球隊 | 2009         | 8        | 1        | 1        | 2      | 2      | 0      | 10   | 3    | 1    |
| 阿根廷國家足球隊 | 2010         | 5        | 0        | 1        | 5      | 2      | 0      | 10   | 2    | 1    |
| 阿根廷國家足球隊 | 2011         | 8        | 2        | 4        | 5      | 2      | 5      | 13   | 4    | 9    |
| 阿根廷國家足球隊 | 2012         | 5        | 5        | 1        | 4      | 7      | 0      | 9    | 12   | 1    |
| 阿根廷國家足球隊 | 2013         | 5        | 3        | 3        | 2      | 3      | 1      | 7    | 6    | 4    |
| 阿根廷國家足球隊 | 2014         | 7        | 4        | 1        | 7      | 4      | 2      | 14   | 8    | 3    |
| 阿根廷國家足球隊 | 2015         | 6        | 1        | 3        | 2      | 3      | 0      | 8    | 4    | 3    |
| 阿根廷國家足球隊 | 2016         | 10       | 8        | 6        | 1      | 0      | 0      | 11   | 8    | 6    |
| 阿根廷國家足球隊 | 2017         | 5        | 4        | 0        | 2      | 0      | 0      | 7    | 4    | 0    |
| 阿根廷國家足球隊 | 2018         | 4        | 1        | 2        | 1      | 3      | 1      | 5    | 4    | 3    |
| 阿根廷國家足球隊 | 2019         | 6        | 1        | 1        | 4      | 4      | 1      | 10   | 5    | 2    |
| 阿根廷國家足球隊 | 2020         | 4        | 1        | 0        | 0      | 0      | 0      | 4    | 1    | 0    |
| 阿根廷國家足球隊 | 2021         | 16       | 9        | 5        | 0      | 0      | 0      | 16   | 9    | 5    |
| 阿根廷國家足球隊 | 2022         | 10       | 8        | 5        | 4      | 10     | 1      | 14   | 18   | 6    |
| 阿根廷國家足球隊 | 2023         | 5        | 3        | ０       | 3      | 5      | １     | 8    | 8    | 1    |
| 阿根廷國家足球隊 | 2024         | 5        | 1        | 1        | 2      | 2      | 1      | 7    | 3    | 2    |
| 阿根廷國家足球隊 | 總計         | 131      | 58       | 38       | 56     | 51     | 17     | 187  | 109  | 56   |
| 職業生涯統計     | 職業生涯統計 | 131      | 58       | 38       | 56     | 51     | 17     | 187  | 109  | 56   |

## 獎項榮譽

### 團體榮譽
阿根廷國家足球隊
- U20世界盃冠軍 ：2005
- 奥运会金牌 ：2008
- 美洲盃足球賽冠軍：2021、2024
- 歐美超級盃冠軍：2022
- 世界盃冠軍 ：2022

 巴塞罗那足球俱乐部
- 西班牙足球甲级联赛冠軍 ：2004–05、2005–06、2008–09、2009–10、2010–11、2012–13、2014–15、2015–16、2017–18、2018–19
- 西班牙國王盃冠軍 ：2008–09、2011–12、2014–15、2015–16、2016–17、2017–18、2020–21
- 西班牙超級盃冠軍：2005、2006、2009、2010、2011、2013、2016、2018
- 歐洲冠軍聯賽冠軍 ：2005–06、2008–09、2010–11、2014–15
- 欧洲超级杯冠軍 ：2009、2011、2015
- 俱乐部世界盃冠軍 ：2009、2011、2015

 巴黎圣日耳曼足球俱乐部
- 法国足球甲级联赛冠軍 ：2021–22、2022–23
- 法國超級盃冠軍：2022

 迈阿密国际足球俱乐部
- 北美聯賽盃冠軍：2023
- 支持者之盾 ：2024

### 個人榮譽
- 世界盃金球獎：2014[262], 2022[263]
- 美洲盃金球獎：2015, 2021[264]
- 美洲盃金靴:2021
- 世界足球先生：2009, 2010, 2011, 2012, 2015, 2019, 2022, 2023
- 金球奖：2009, 2010, 2011, 2012, 2015, 2019, 2021, 2023
- 劳伦斯世界体育奖年度最佳男子运动员：2020[180], 2023[265]
- 欧足联欧洲最佳球员：2009, 2011, 2015
- 金球奖 (11人杂志)：2009, 2020-11, 2011-12, 2017-18
- 阿根廷足球先生：2005, 2007, 2008, 2009, 2010, 2011, 2012, 2013, 2015, 2016, 2017, 2019, 2020, 2021,2022
- 國際足協U-20世界盃賽事最佳射手：2005
- 國際足協U-20世界盃賽事最佳球員：2005
- 国际足联俱乐部世界杯賽事最佳射手：2011[w]
- 国际足联俱乐部世界杯最佳球員金球獎：2009, 2011
- 国际足联俱乐部世界杯決賽最有價值球員：2009, 2011
- 欧洲金童奖：2005
- ESM最佳陣容：2006, 2008, 2009, 2010, 2011, 2012
- ESPN最佳前鋒：2014, 2015, 2016, 2017, 2018, 2019, 2020, 2021
- 《世界足球》最佳球員：2009, 2011, 2012, 2015, 2019, 2022
- 《世界足球》最佳年青球員：2006, 2007, 2008
- 《世界足球》历史最佳阵容：2012
- UEFA歐洲足總俱樂部年度足球先生：2008—09[266]
- UEFA歐洲足總俱樂部年度最佳前鋒：2008–09[267], 2018–19[268]
- 欧洲足聯年度最佳陣容：2008, 2009, 2010, 2011, 2012, 2014, 2015, 2016, 2017, 2018, 2019, 2020
- 國際足聯年度最佳陣容：2007, 2008, 2009, 2010, 2011, 2012, 2013, 2014, 2015, 2016, 2017, 2018, 2019, 2020, 2021, 2022, 2023
- 國際職業足球員協會最佳年青球員：2006, 2007, 2008
- 欧洲冠军联赛最佳射手：2008–09, 2009–10, 2010–11, 2011–12, 2014–15 [x], 2018–19
- 欧洲冠军联赛最佳球员/歐洲最佳球員：2009, 2011, 2015
- 欧洲冠军联赛最佳前锋：2008, 2019
- 欧洲冠军联赛決賽最有價值球员：2011
- 歐洲金靴獎：2010, 2012, 2013, 2017, 2018, 2019
- 歐洲超級盃賽事最佳射手：2011[y], 2015
- 西班牙国王杯賽事最佳射手：2010–11[z][269], 2013–14[270], 2015–16[271], 2016–17[aa][272]
- 西班牙超級盃賽事最佳射手：2006-07, 2009-10, 2010-11, 2011-12, 2016-17
- 西甲联赛最佳射手：2009–10, 2011–12, 2012–13, 2016–17, 2017–18, 2018–19, 2019–20, 2020–21
- 西甲联赛最佳球員：2009, 2010, 2011, 2012, 2013, 2015, 2018, 2019
- 西甲联赛最佳前鋒：2009, 2010, 2011, 2012, 2013, 2015, 2017, 2018, 2019
- 西甲联赛最佳海外球員（Don Balón）：2007, 2009, 2010
- 西甲联赛最佳伊比利亞美洲球員（《埃菲通讯社》）：2007, 2009, 2010, 2011, 2012
- 法甲联赛助攻王：2023[273][274]
- 法甲联赛赛季最佳外籍球员：2023
- FIFPro年度最佳年輕球員：2006, 2007, 2008
- IFFHS世界最佳射手：2011, 2012
- IFFHS世界最佳組織者：2015[275], 2016[276], 2017[277], 2019[278], 2022[279]
- IFFHS十年來世界最佳組織核心：2011-2020[280]
- IFFHS十五年來世界最佳組織核心：2006-2020[281]
- IFFHS十年來世界最佳男子球員：2011–2020[282]
- IFFHS最佳南美洲球员：2021
- IFFHS南美足联男足年度最佳球员：2022
- 歐洲最佳新秀球員（Guerin Sportivo）：2007
- 阿根廷奥林匹亚金奖（最佳运动员奖）：2011,2021,2022
- ESPY最佳冠军表现奖：2023
- ESPY年度最佳足球运动员奖：2023
- ESPY评选最佳锦标赛表现奖：2023
- BBC世界体育年度之星：2022
- 加泰羅尼亞聖佐迪十字勳章：2019
- 《FourFourTwo（442）》過去25年最偉大球員：2020[283][284]
- 《獨立報》21世紀最偉大球員：2019[285][286]
- 《時代雜誌》年度最佳運動員：2023[287]

### 個人紀錄
美斯在球員生涯至今入球和助攻數目驚人，已經打破多項紀錄：
| 紀錄                               | 紀錄      | 備注 |
| ---------------------------------- | --------- | --- |
| 年度最多入球世界紀錄               | 91球      | 美斯在2012年各項賽事攻入91球，成為世界足壇歷史上單年度進球最多的球員 |
| 單季最多入球世界紀錄               | 73球      | 2012年5月5日，美斯攻入在2011–12賽季第72球，打破奧治·斯塔克（Archie Stark）在1924/25賽季為柏林恆鋼鐵（Bethlehem Steel F.C.）打進70球的世界紀錄，成為世界足壇歷史上單賽季進球最多的球員 |
| 歐洲頂級聯賽單季最多入球紀錄       | 73球      | 2012年5月2日，美斯攻入在2011–12賽季第70球，打破德國前鋒梅拿在1972/73賽季為拜仁慕尼黑打進68球在的歐洲頂級聯賽單季入球紀錄                                                              |
| 歐洲頂級聯賽為單一球會入球最多紀錄 | 603球     | 美斯在2017-18賽季第17輪國家打吡射破皇馬，打破德國前鋒梅拿封塵40年的紀錄 |
| 歐洲頂級聯賽單一聯賽入球最多紀錄   | 419球     | 美斯在2017-18賽季第19輪攻入自由球助球會反勝皇家蘇斯達，打破德國前鋒梅拿封塵40年的紀錄                                                                                                 |
| 西甲最多入球紀錄                   | 419球     | 美斯在2014–15賽季第12轮對西維爾一役上演帽子戲法，超越畢爾包射手萨拉在1955年创造的西甲进球纪录                                                                                         |
| 西甲最多助攻紀錄                   | 162次     | |
| 西甲單季最多入球紀錄               | 50球      | 美斯在2011–12賽季合共攻入50球，打破C朗拿度在2010/11賽季為皇家馬德里打進40球的紀錄 |
| 歐洲金靴獎成立以来最高入球紀錄     | 50球      | |
| 西甲單季最多單場攻入三球紀錄       | 8次       | 美斯在2011–12賽季創出8次單場攻入三球的紀錄 |
| 西甲累積最多單場攻入三球紀錄       | 24次      | |
| 歐冠單場最多入球紀錄               | 5球       | 美斯與另外十位球員保持紀錄，但美斯是歐冠更改赛制後第一位球員創出紀錄 |
| 歐冠單季最多單場攻入三球紀錄       | 2次       | 美斯在2011–12賽季歐冠曾經2次單場攻入三球或以上，成為歐冠歷史上第一人 |
| 歐冠累積單場攻入三球紀錄           | 7次       | |
| 西班牙超級盃最多入球紀錄           | 12球      | |
| 歐洲超級盃最多入球紀錄             | 3球       | |
| 世界冠軍球會盃最多入球紀錄         | 5球       | |
| 西甲連續最多場數入球紀錄           | 21場      | 2012–13賽季第11至34轮合共攻入33球，唯一一位連續射破所有對手的球員 |
| 阿根廷國家隊最多入球紀錄           | 58球      | 超越巴迪斯圖達的进球纪录 |
| 美洲國家盃最多助攻紀錄             | 11次      | |
| 國家打吡最多入球紀錄               | 25球      | |
| 巴塞隆拿打吡最多入球紀錄           | 20球      | |
| 世界盃出場數最多紀錄               | 26場      | 超越马特乌斯25場紀錄 |
| 世界盃出場數時間最多紀錄           | 2314 分鐘 | 超越保罗·马尔蒂尼2217分鐘紀錄 |

巴塞隆納足球俱樂部紀錄
| 紀錄                             | 紀錄   | 備注                                        |
| -------------------------------- | ------ | ------------------------------------------- |
| 最多冠军榮譽紀錄                 | 35項   | 超越沙維25項及恩尼斯達32項的紀錄            |
| 所有賽事最多勝場紀錄             | 485場  |                                             |
| 所有賽事最多入球紀錄             | 636球  | 正式賽事603球                               |
| 國際賽事最多入球紀錄             | 120球  | 歐冠112球及歐洲超級盃3球及世界冠軍球會盃5球 |
| 歐洲賽最多入球紀錄               | 115球  | 歐冠112球及歐洲超級盃3球                    |
| 歐冠最多入球紀錄                 | 112球  |                                             |
| 所有賽事累積最多單場攻入三球紀錄 | 45次   |                                             |
| 單場攻入三球最快紀錄             | 17分鐘 |                                             |

## 個人生活

### 家庭與人際關係
自2008年起，梅西開始與青梅竹馬的安東內拉·羅庫佐（Antonela Roccuzzo）交往，兩人在年僅5歲時就認識，安東內拉是梅西童年好友盧卡斯·斯卡利亞（Lucas Scaglia）的表妹，盧卡斯也是一名足球運動員。在經過一年多的低調交往後，梅西於2009年1月首次公開證實了他和安東內拉的關係。
梅西和安東內拉·羅庫佐共育有三個孩子。2012年11月2日，倆人的第一個孩子出生，兒子取名為蒂亞戈·梅西（Thiago Messi）。同年11月3日，梅西在个人Facebook上正式宣布了兒子的出生。梅西在Facebook上说：“今天我是世界上最幸福的人，我的儿子出生了，感谢上帝赠与我这礼物！感谢我家人的支持！给所有人一个拥抱。”2015年9月11日，梅西與安東內拉的第二個孩子出生，取名馬迪奧·梅西（Mateo Messi）。2017年6月30日，梅西與安東內拉在家鄉阿根廷羅薩里奧舉行婚禮，共約有兩百人受邀參加，包含時任巴塞隆納隊友布斯基斯、蘇亞雷斯、碧基、馬斯查蘭奴、佐迪·艾巴，以及前隊友兼好友尼馬、沙維、法比加斯、賓度、佩奥爾，與國家隊隊友阿古路、拉維斯、迪馬利亞。2018年3月10日，梅西与安东內拉的第三個孩子出生，取名為希羅·梅西（Ciro Messi）。梅西和他的家人皆為天主教。
梅西和他的直系親屬關係密切，特別是他的母親西莉亞（Celia），他將母親的臉紋在自己的左肩上。他的職業生涯事務主要是以家族企業的形式運作的，他的父親豪爾赫（Jorge）自他14歲起便是他的經紀人，他的長兄羅德里戈（Rodrigo）則負責處理他的日常事務和宣傳。他的母親和另一個兄弟馬蒂亞斯（Matías）管理他的慈善組織「利奧·梅西基金會」，並在羅薩裡奧處理個人和職業事務。
自13歲離開家鄉前往西班牙以來，梅西一直與家鄉羅薩裡奧保持著密切聯繫，包括保留了他獨特的羅薩裡諾口音。他一直留有家族舊房子的所有權，儘管它長期處於空置；他為母親保留了一套住宅樓的頂層公寓，並在城外擁有一處家族大院。梅西剛到西班牙時，每天會透過電話和簡訊與羅薩裡奧的一小群密友保持聯繫，其中大多數人都是紐維爾舊生體育會「The Machine of '87'」的成員。轉會至巴塞隆納後，他與紐維爾俱樂部的關係並不好，直到2012年，紐維爾老男孩重新與梅西修復關係，甚至還給梅西剛出生的兒子發放了俱樂部會員卡。梅西曾經計劃於生涯末期回到羅薩裡奧，在紐維爾舊生體育會結束自己的職業生涯。梅西擁有阿根廷、義大利和西班牙三國國籍。
梅西和巴塞隆納隊友蘇亞雷斯是鄰居兼好友，蘇亞雷斯的兒子與梅西的兒子就讀同一間學校，兩人時常互相接送對方小孩上學。梅西與蘇亞雷斯時常一同前往球場訓練。兩人的妻子彼此也是好友。

### 慈善事業

#### 利奧·梅西基金會
梅西生涯的慈善事業大部分出自「利奧·梅西基金會（Fundación LEO MESSI）」，該基金會成立於2007年，為世界各地有需要的人們提供一系列慈善服務，尤其是針對弱勢兒童，當時梅西參觀了波士頓一家收治絕症兒童的醫院，那次經歷引起了他的共鳴，源於他童年時面臨的醫療困難，以至於他決定將生涯部分收入投入於社會。梅西所建立的基金會特別重視改善兒童的生活、醫療保健、教育和體育運動等，並投資於阿根廷、西班牙及世界各地的醫療保健、醫療研究資助、醫療培訓等服務。除了他自己的募捐行動，他的基金會還獲得了梅西個人代言協議中，多家公司的財務支持，其中愛迪達是主要慈善贊助公司。
為了擴大加泰隆尼亞阿根廷醫生的專業培訓，梅西基金會設立獎學金並主要資助於兒童相關領域。2012年，與聯合國兒童基金會為哥倫比亞的機構提供資金，用於推動該國的體育促進和平戰略框架內的項目，保護玩耍、娛樂和運動這些兒童和青少年的基本權利。2013年，以500萬美元拍賣了自己的左腳黃金雕塑（2012年日本著名珠寶商協助鑄造），並用以幫助2011年日本大地震的受災者。2014年，為巴塞隆納醫院診所的母胎醫學服務和新生兒服務中心提供房間設備改建的資助，一間新生兒家長的休息室、一間提供父母哀悼和告別喪親室；以及資助該醫院的複雜先天性痣、兒童黑色素瘤的兒童診斷和治療項目。2015年，為巴塞隆納希伯倫谷醫院資助建設醫院內的45平方米的休閒區，以改善住院兒童和青少年的住宿和康復情況；爾後連續至少三年與該醫院簽署協議，以助其資料庫維護管理和血液學相關臨床試驗協調。2015年，與聯合國兒童基金會、巴塞隆納基金會合作，幫助印尼的輟學兒童。2017年，向阿根廷捐贈1000劑丙型肝炎藥物，並向不同國家捐贈分發2,000劑。2017年5月，提供資金協助聯合國兒童基金會於敘利亞大馬士革和農村地區安裝20間預製教室，以供1,600多名兒童得到學習環境。2017年8月，與聯合國兒童基金會駐尼泊爾辦事處合作，提供50萬美元的資金，幫助八個地震災區建造衛生站。2018年，與巴塞隆納足球俱樂部為巴塞隆納聖十字聖保羅醫院專門治療兒童癌症的醫療中心提供了最後所需的300萬歐元資金。2018年10月，發起慈善活動為莫桑比克40所小學的15,000名男孩與女孩發放早餐，希望減少孩童慢性營養不良狀況。2018年12月，向阿根廷查科省的衛生部門捐款10萬歐元，並為衛生工作者購買300個裝有基本醫療用品的背包。2019年，為布宜諾斯艾利斯的Mi Pueblo醫院提供了10萬歐元的建設、設備和設施資金。2019年2月，與聯合國兒童基金會聯合捐贈了20萬歐元，在肯亞建造飲用水泵並供應4000份營養補充品，這個計畫預計約有2000名肯亞人得到幫助。2019年2月，與聖瓊德杜醫院合作，向布宜諾斯艾利斯加拉漢醫院捐款以幫助其兒童腦腫瘤研究工作。2020年5月，在因冠狀病毒疫情而發生醫療崩潰的情況下向阿根廷國內7家醫院捐贈了多台醫療設備，包括呼吸機、生理監視器、輸液幫浦、電腦等。2020年8月，與聯合國兒童基金會合作，為居住在敘利亞九個省份的敘利亞男孩和女孩捐贈了50,630份教材包，為改善兒童正規及非正規教育。2022年6月，一位因17歲時遭遇事故而偏癱和失明，如今53歲的克里斯蒂安（Cristian），在寫信給梅西並講述了自己的故事後，獲得了OrCam設備的捐贈。2023年2月，向土耳其和敘利亞地震災民捐款350萬歐元。2023年10月，向一名先天性白內障盲童捐贈OrCam設備（便攜式人工視覺設備）。

#### 其他捐助

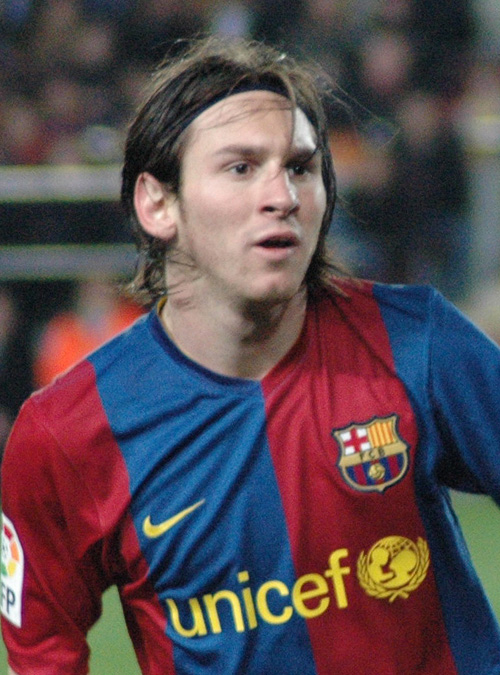
梅西（2007年攝）自2004年以來一直與聯合國兒童基金會合作，並自2010年擔任親善大使至今。

自2004年以來，梅西為聯合國兒童基金會貢獻了大量的時間和資金。他在2010年3月被任命為聯合國兒童基金會的親善大使至今。他參加了聯合國兒童基金會針對愛滋病毒預防、教育和幫助殘疾兒童融入社會的活動。2013年11月，梅西為了慶祝大兒子的一歲生日，他和蒂亞戈參加了一項宣傳活動，以提高大眾對弱勢兒童死亡率的認識。2012年，他幫助一位被診斷出患有生長激素缺乏症的12歲孩童，梅西將在往後每15天支付他208歐元，直至孩子年滿18歲。
梅西資助了許多阿根廷的青少年足球隊。出生地羅薩裡奧社區的沙米恩圖體育俱樂部便是其中一個資助對象，梅西於2013年協助翻新該俱樂部的設施，並安裝全天候球場；梅西還資助了紐維爾舊生體育會、羅薩裡奧中央以及布宜諾斯艾利斯的河床隊、博卡青年隊的幾名青年球員。他於2012年資助了兒時效力的紐維爾舊生體育會，協助建造了一座新體育館和一棟宿舍，作為青年學院的建設。他在紐維爾舊生體育會的前青年教練埃內斯托·韋基奧（Ernesto Vecchio）受僱於萊納爾·梅西基金會，並擔任年輕球員的球探。
2010年8月，梅西隨著聯合國兒童基金會和巴塞隆納隊友在中國大陸探望汶川大地震災區的孩童，並贈送親筆簽名球衣、足球作為禮物。2011年，梅西透過巴塞隆納，與來自日本不同足球俱樂部的三十名年輕人，同時也是地震和海嘯中受災最嚴重的沿海地區災民會面，並贈送親筆簽名球衣、合影作為禮物。2023年10月，梅西向藝人席琳娜·戈梅茲創立的基金會捐贈一件親筆簽名球衣，該球衣於同月月底進行拍賣，售價6000美元，席琳娜·戈梅茲基金會致力於幫助與關心青少年心理健康。2023年12月，梅西隨著阿根廷國家隊向中國甘肃省積石山縣地震受災者捐贈禦寒衣物和羽絨外套，其中包含帶有梅西和迪馬利亞印字的衣服。2024年2月，梅西與邁阿密國際隊友佐迪·艾巴、布斯克茲在香港和願望成真基金的兩位重病兒童、傷健人士及香港殘奧金牌得主運動員會面，並贈送親筆簽名球衣、合影作為禮物。
2016年6月7日，梅西贏得了針對《La Razón》報導的誹謗案，並獲得72,783歐元的賠償金，他將這筆錢捐給了慈善機構無國界醫生。2020年，因冠狀病毒疫情，梅西捐贈共100萬歐元給巴塞隆納診所和阿根廷，用於對抗冠狀病毒的傳播。同年，他與他的巴塞隆納足球俱樂部隊友們宣布，在冠狀病毒疫情的情況下將減薪70%，並進一步向俱樂部捐款，全額支付俱樂部所有員工的工資。2020年5月，梅西為加拉漢基金會主導的「攜手為阿根廷健康」籌款活動捐贈了不少於50萬歐元的資助金。2021年美洲盃前夕，梅西向中國大陸製藥公司科興生物技術公司捐贈了三件簽名球衣，以獲得50,000劑科興公司的COVID-19疫苗，希望能夠為所有南美足球員提供疫苗接種，由烏拉圭總統路易斯·拉卡列·波烏協助促成這一項協議，鑑於該地區當時普遍缺乏疫苗，優先考慮足球運動員的計劃曾引起了一些議論。
2016年11月，阿根廷足球協會因經濟危機而陷入困境，受到國際足總外部委員會的監督，這主要是因為它面臨破產，無法支付員工薪水。據報導稱，有三名國家隊保全人員向梅西尋求經濟援助，他們被阿根廷足協拖欠了六個月的薪資，梅西得知後介入並支付了他們的薪資。 2021年2月，梅西向加泰隆尼亞國家藝術博物館捐贈了他為巴塞隆納打進的第644個進球，並打破貝利保持的單一俱樂部進球數紀錄時所穿的愛迪達鞋，隨後這雙鞋於4月被博物館拍賣，用於慈善事業以幫助患有癌症的兒童，最終以125,000英鎊的價格售出。

### 避稅風波
2013年，梅西的財務狀況因涉嫌逃税而受到调查。据媒体报道称，在2007年至2009年期间，梅西及其父亲涉嫌利用在乌拉圭和伯利兹注册登记的离岸公司用于逃避与赞助收入相关的税金，避税金额为410万欧元。另据之后披露的巴拿马文件的相关记录，一家名为"巨星企业"（Mega Star Enterprises）的空壳公司的一半資產系梅西所有。梅西此后于2013年8月自愿缴付了510万欧元的税款，而他于2016年5月31日至6月2日与他的父亲共同到法庭辯護，检方指控二人犯有三项逃税罪。
2016年7月6日，梅西及其父亲被馬德里認定犯有税务欺诈罪，被判处21个月的缓刑，并处以170万欧元和140万欧元的罚款。梅西在法庭中表示：“我只會踢足球，我签了那些合約，因为我信任自己的父亲和律师，我们之前已经决定让他们来负责这些事情。我只知道我在和赞助商签订協議、做廣告、拍照片，就是这些事情。我记得我们去了公证处，我当时只有18岁，我签下了那份合約，但是你可以想象得到，我当时正处在一个完全不同的世界里。我什么都不记得了”。

### 其他
2019年，梅西在美國置業，買入位於邁亞密的超級豪宅大樓Porsche Design Tower其中一個住宅單位。2020年底，他接受西班牙名嘴Jordi Évole獨家訪問，提及希望在掛靴前到美國踢MLS，「我一直幻想自己能夠享受在美國生活和踢足球」。他於2023年夏天加盟國際邁阿密，並在美國掀起足球旋風，吸引了大量觀眾，令整個美職聯都受益。
2022年1月2日，梅西的2019冠狀病毒病病毒核酸检测呈阳性，并因此无法参加当月3日晚巴黎圣日尔曼对阵瓦尼斯的比赛，同年5月末，梅西在接受媒体采访时表示自己的新冠后遗症对其影响很大，导致了其比赛状态不佳。

## 評價

### 來自體育界的評價
- 佩普·瓜迪歐拉（前巴塞隆納主教練／梅西恩師）：

——「不要去試圖描述梅西，這是不可能完成的任務，認真去欣賞吧。」、當梅西成為西甲歷史最佳射手：「梅西刷新的這個紀錄是60年來無人能破的，也是600年內無人能超越的。我一點都不誇張。梅西在27歲就取得了如此巨大的成就實在不可思議。」、「梅西是最佳，絕對的最佳。不是對其他球員不尊重，包括C羅，但我認為梅西是更高一級的。」、「梅西是能够主宰比赛的球员，身上具有的王者风范我真的前所未见，相信足坛数十年之内也难以有人能和梅西媲美。」
- 迪亞哥·馬拉度納（球王）：

——「我已经找到了能继承我的人，他的名字叫梅西。梅西是个天才，他甚至能变得比我更好。」、「足球仿佛是梅西額外的一塊骨頭，它似乎從來都不會離開美斯的雙腳。」
- 約翰·克魯伊夫（前巴塞隆納主教練/荷蘭傳奇足球員/拉瑪西亞青訓建立者）：

「梅西比C羅更有團隊精神。他不僅能進球，還能貢獻很多助攻。對我來說，身為球員的角度來看，梅西更勝一籌。成為最偉大的射手和成為最偉大的球員之間有著很大的區別。」
- 法蘭茲·貝肯鮑爾（拜仁慕尼黑名宿）：

—— 在2015年的歐洲冠軍聯賽4強比賽前，對於巴塞隆納进攻球員梅西（Lionel Messi）表示讚譽，認為他可以主宰巴塞隆納的未來：「他是一位神聖的球員。巴塞隆納的未來希望都放在他的身上了。」
- 蒂托·比拉諾瓦（前巴塞隆納教練／瓜迪歐拉助教）：

——「我不認為還能再次見到他這樣的球員，他是來自地球以外的。」
- 哈維（前巴塞隆納球員和前主教練／西班牙著名足球員）：

——「我不希望拿他和任何人比較，因為那對其他人是不公平的。」
- 保羅·馬爾蒂尼（前意大利隊和AC米蘭隊長）：

——「當我看梅西比賽，他就是每年都可拿下世界足球先生的巨星，他實在太不可思議。」
- 羅納度（巴西著名足球員）：

——「如果未來梅西地位超越了我，我也完全不會嫉妒他。他是個完美的球員，我非常佩服他的球風，我樂於被他超越。」、「在梅西和C罗之间，我会选择梅西，因为我认为他更出色。如果（C罗）生在其他时代的话，他会成为最伟大的球员，但他却遇上了更伟大的梅西。」
- 羅納迪諾（巴西著名足球員）：

——「近年來C羅不斷創造歷史，但梅西才是世界最佳球員，終有一天內馬爾也會成為最佳球員。梅西近年表現出的水平，是我們前所未見的。」、「能跟大家谈论梅西是我的骄傲，我见证了他的起步，如今他已经成为世界最佳球员，我为此感到很高兴。」
- 瑞恩·吉格斯（前曼徹斯特聯球員／威爾斯著名足球員）：

——「梅西無疑是歐聯歷史上的最佳球員之一，目前他在不斷刷新各項個人記錄的同時，也率領巴塞隆拿不斷前進。除了作為一名射手，更重要的他還是一名團隊球員，他能使自己的隊友都得到提升，這點至關重要。」
- 茲拉坦·伊布拉希莫維奇（瑞典著名足球員）：

——「梅西是遊戲裡才有的球員，誰看不到這一點，誰就對足球一無所知。」、「梅西太出色了。能有机会和他并肩作战是我的荣幸。」
- 羅貝托·曼奇尼（義大利著名足球員）：

——「梅西是如今的世界頭號球星，可能他將成為比利和迪亞哥·馬拉度納之後的第三位球王。」
- 蓋德·穆勒（德國著名足球員）：

——「梅西是一個不可思議的球員，他是這個時代的巨人（Giant），他用自己的表現點亮了整個職業足壇。」、「我的记录被他打破了，他是时代的巨人，他用自己的表现点亮了整个职业足坛。只要他再多进1个或2个球，就可以把这个记录再保持40年。」
- 阿爾塞納·溫格（前兵工廠主教練）：

——「恭喜美斯，他真是驚世駭俗的，他的成就難以置信，你很難想像有人能做到這點。」、「擁有心理質素、謙卑、渴望比賽以及幫助球隊的良好特質，雖然他經常被對手侵犯，但他從來沒有一些過激的反應。當你看到他的入球數字，你值得為他跪下，這是非常出色的記錄。他讓人覺得，入球是輕而易舉的事，不過如果你踢過足球，你會明白攻入一個球也是很困難的。」
- 荷西·穆里尼奧（葡萄牙著名教練/前皇馬主教練）：

——即便曾作為死敵俱樂部教頭，穆里尼奧仍對梅西有高度評價:「例如，我永遠沒有機會訓練梅西，但也沒有人可以訓練梅西。你認為你能訓練他是相當荒謬的，因為他天生擁有一切，而且他已經知道一切(足球層面)。也許他會教會你一些難以置信的東西……。」、「當梅西持球 ，一對一防守的情況下，你就死定了。」
- 喬吉奧·基耶利尼（前尤文圖斯後衛球員）：

——「防守C羅只要限制他的活動空間與右腳射門就行，但防守梅西你需要在身上畫個十字架祈禱。」
- 路易斯·恩里克（前巴塞隆納主教練／西班牙著名足球員）：

——「梅西哪怕在家裡吃飯也能發揮決定性作用。我看過很多的足球比賽和錄像，梅西就是歷史上最好的球員，他能發揮決定性作用。梅西是巴塞家族的一員，這是所有巴塞球迷都感到非常快樂的事情。」
- 蘇亞雷斯（前巴塞隆納球員／烏拉圭著名足球員）：

—— 大讚梅西的表現尤如玩遊戲機：「他在場上的盤扭尤如在玩PlayStation般，特別是我梅開二度前，他扭過4名守將的動作根本是遊戲才會出現的。」
- 亞歷克斯·佛格森（前曼徹斯特聯主教練）：

—— 「梅西是个非凡球员，他控球就像穿着拖鞋一样轻松随意。」
- 尤爾根·克洛普（利物浦主教練）：

—— 「我手機裡只有一張自拍合影，就是和梅西一起，當時C羅也在屋子裡。」、評論梅西世界杯夺冠:「在我这一生中最伟大的球员，梅西，他在这个年纪的踢球方式，会给我们所有人进行一些提醒——球员的巅峰期能够维持多么长。」
- 大衛·席爾瓦（曼徹斯特城名宿）：

—— 在被問及誰是世界最佳球員時答道：「在全世界而言，很簡單，梅西是最好的。」
- 羅伯特·萊萬多夫斯基（前拜仁慕尼黑球員／巴塞隆納前鋒球員）：

——「梅西坐在頂部的同一張桌子已經很長時間了，這就是他無與倫比的原因。」
- 赫里斯托·斯托伊奇科夫（保加利亞著名足球員）：

——「以前我踢球的时候，有人跟我说需要用手枪才能阻挡我前进，但如今在我看来，想把梅西阻挡住需要一把机关枪。」
- 蓋瑞·萊尼克爾（前職業足球員／體育節目主持人）：

—— 在巴萨2：1擊敗曼城後，萊尼克爾一共写了4条Twitter信息，内容分别如下： 「梅西的双脚简直无法形容。」、「梅西让我意识到当初的我就是一坨屎。」、「随着每一分钟的流逝，我觉得自己当初越来越烂。」、「说认真的，梅西在一场比赛里做出的高技术动作比我在整个球员生涯做的还要多。」
- 衛斯理·斯奈德（前國際米蘭球員）：

——「我比梅西强？我笑了，我不认为有谁能够和梅西相提并论！他是当今足坛最出色的球员。国米没有梅西这样的球员，我们只有强大的整体。」
- 韋恩·魯尼（前英格蘭隊隊長／英格蘭著名足球員）：

——「很高兴人们将我放在这个位置上，但对我说，梅西才是这个世界上最好的，他可以用足球做出很多你意想不到的事情，同时他也能进很多球。对我来说，他才是最好的。」
- 蒂埃里·亨利（前兵工廠、巴塞隆納球員）：

——「梅西是世界最佳球员，他是个真正的天才，纯粹的天才。我很敬佩像C罗这样依靠努力达到一定成就的球员，但梅西真是个怪兽。」
- 大衛·貝克漢（前英格蘭隊隊長／英格蘭著名足球員）：

——「梅西和C罗都强于其他球员，也许他们有相似之处。他们都能踢出伟大的足球。」
- 塞斯克·法布雷加斯（前兵工廠、巴塞隆納球員）：

——「早年在拉玛西亚时，我最初以为梅西是个哑巴，但是电子游戏让我们无话不谈。如果说梅西是世界第二的话，没人敢称自己是第一。」
- 塞爾希奧·拉莫斯（前皇家馬德里後衛球員／西班牙著名足球員）：

——「梅西是我们最为忌惮的球员，对于我们后卫来说，他无疑具有核武器般的威力。片刻的走神就会让你付出血的代价。」
- 内马尔（前巴塞隆納球員／巴西著名足球員）：

——「没有人能和梅西相提并论，梅西能在极小的范围内完成摆脱，有些壮举只有他能完成，其他人是办不到的，梅西就是超级天才。我试着像他那样，但失败了。」
- 胡安·塞巴斯蒂安·貝隆（前阿根廷隊著名球員）：

——「他拿球加速时的表演简直就是马拉多纳的再生。他需要得到更多的爱护。我有时甚至希望把他拿来珍藏。」
- 法比奥·卡佩罗（前AC米蘭功勳教練、前皇家馬德里、尤文圖斯主教練）：

- ——「我执教将近二十年，从没见过像梅西这样有天赋的球员。」、「如果我可以从巴萨挑走一名球员，那就是梅西。」[403][404][405][406]

- 安赫爾·迪馬里亞（阿根廷著名球員）：

—— 於世界盃賽後道：「这个进球是属于梅西的，而不是我的。只有他才能创造出这样的机会，他是世界最佳。等我年纪大了，抱着孙子讲故事时，我会自豪地说，我曾经和梅西在世界盃上并肩作战。」
- 史蒂芬・凱西（前奈及利亞隊主教練）：

—— 於世界杯期间道：「梅西不是来自这个星球，他是来自木星。」
- 艾登·阿扎爾（前切爾西球員）：

——「我很敬佩像梅西这样的球员，阿根廷队并不是只有梅西，他们拥有一支出色的球队但是他们对梅西的依赖很大。他总能在任何时候改变战局。」
- 胡安·羅曼·里克爾梅（前巴塞隆納球員）：

——「梅西是当今世界最佳，也是我的偶像。但遗憾的是我不能陪同梅西战斗下去。」
- 勞爾·岡薩雷斯·布蘭科（前皇家馬德里球員）：

——「每个人都希望梅西能够在他的球队里。尽管他很年轻，已经成为媒体界永恒的话题。」
- 保羅·馬爾蒂尼（AC米蘭名宿）：

——「我找不到他的弱点，可怕的是，他还在成长。」
- 伊萬·拉基蒂奇（前巴塞隆納球員）：

——「梅西是世界上最好的球员，你知道、我知道、你的邻居都知道梅西是最好的。」、「连对手都在享受梅西的比赛。」、「能在梅西身边踢球实在太棒了，和他一起经历每一天令人印象深刻，他是独一无二的。如果为他奔跑一万米，就算背痛也值得。」、「德科上周说梅西是未来60年内最好的球员，我想说未来70-80年内梅西都是最好的，上帝赋予了他特殊的基因让他与众不同。」、「正是拥有梅西，比赛才会变简单，每支球队都希望拥有梅西，但幸运的是他在我们的球队中。」、「我们都知道梅西是谁，他是历史上最好的足球运动员。只要他开心并状态出色他就能率领我们赢得一切。」
- 德科（前巴塞隆納球員／前葡萄牙隊球員）：

——「毫无疑问有一天他将成为世界最佳。」、「我是他的粉丝。」、「当今世界只有两个球员一对一时没人防的住，一个是小罗，一个是梅西。」、「阿根廷贏得世界盃是因為他們有梅西。對我們來說，葡萄牙擁有優秀的一代球員，但我們沒有梅西。」、「在梅西之前我們不可能想像有像他這樣的球員。」
- 溫貝托·馬斯基奧（前阿根廷隊、義大利隊球員）：

——「我看過迪斯蒂法諾、貝利、馬拉多納、克魯伊夫的比賽......但最好的是梅西。他們中的一些人與我對峙過，重複一遍，最好的是里奧（Leo 梅西名字）。」

### 其他評價
- 柯比·布萊恩（前美國職業籃球運動員）：——「我们是一样的（梅西和我），都专注于我们热爱的事业，对他来说是足球，对我是篮球。为人方面可能不太一样，梅西更加内向。但对于运动，我们一样狂热。」记者随后问道：「那天赋呢？」科比表示：「天赋也是一样，没有高低。」最后，科比谈到了自己和梅西的相识经历：「巴萨全队来看过湖人的比赛，我和小罗是很多年的朋友了，我当时和小罗在聊天，他说‘来，我给你介绍一个球员，他未来将是球王，历史最佳！因此，我认识了梅西。」[425][426]

- 馬紐·吉諾比利（前阿根廷職業籃球運動員）：

——「我希望能成为篮球界的梅西。」吉诺比利在梅西世界杯失利之后力挺梅西。「我没有与梅西联系过，所以不清楚他现在的生活如何。对于媒体的做法，我持怀疑态度，因为我根本不敢相信，一位将阿根廷带领到美洲杯决赛的球员，竟然会受到这样的待遇。胜利和失败之间的距离本来就很小，小的就像彩票的中奖率一样。如果梅西率队赢得了美洲杯，那么每一个人都会闭嘴。这是一个耻辱，阿根廷媒体竟然一直攻击最好的球员，如果一个孩子总是被逼迫到在角落哭泣，那么他迟早会送所有人去地狱。所以我希望阿根廷国人应该都后退一步，不要那么苛刻，而是去欣赏梅西。」
- 保羅·蓋索（前西班牙職業籃球運動員）：

——「我喜欢梅西，虽然他的身板比我小得多。」、「巴塞隆納的偉大體現於梅西更偉大。」
- 拉斐爾·納達爾（西班牙職業男子網球運動員）：

——「他（梅西）是我的足球偶像。尽管我是皇马球迷，但我也很享受梅西在巴萨所做的一切，就像是加泰罗尼亚人欣赏C罗在皇马的贡献一样。他们两个都是伟大球员，我们必须学会正确认可他们的价值。」、在入围2023劳伦斯最佳男运动员提名后道：「我很荣幸能够入围，但是今年……来吧里奥（Leo），这是你应得的。」
- 迪亞哥·辛納格拉（球王迪亞哥·馬拉度納兒子）：

——「我认为，梅西是唯一一个有可能超越我爸爸（马拉多纳）和的球员。」
- 《米兰体育报》：

——「不能说这样的球员是我们需要的——他是每个球队都梦寐以求的。」
- 德国《踢球者》：

——「身体瘦弱的这种球员很明显是不适合在德甲踢球的；但不是因为这个，而是德甲对他来说，水平不够。」
- 英国《442》：

——「他在这个年龄段能给成名很多年的前辈们保持90分钟的压力，这是没有过的！」
- 《法国足球》：

——「他是新的王者，未来几年就会成为现实。」

## 爭議

### 缺席練球
2023年5月，经法国隊報报道，巴黎聖日耳曼決定對梅西處以为期两周的停赛、停训、停薪的處罰，稱其原因為梅西在未事先取得巴黎聖日耳曼高层同意的情况下，前往沙烏地阿拉伯并因此缺席球队的临时加练。据知名足球记者罗马诺在个人节目中的报道，“梅西知晓在本轮联赛后有两到三天的休息时间，他向俱乐部提出自己将在周一上午前往沙特阿拉伯。但在他出发之后，巴黎圣日耳曼突然改变了计划，将训练的日期安排在了周一。在过去的几个月，梅西曾两次改变过前往沙特阿拉伯的计划，此举的目的也是为了尊重巴黎圣日耳曼。但在这种情况下，梅西与巴黎进行了沟通，在登机之后，梅西的行程已经无法改变。而且很重要的是，梅西是职业球员的典范，他从未在俱乐部生涯发生过任何问题，而且梅西对于事态的发展很惊讶。”
供职于TyC Sport的记者Gaston Edul在推特上跟进了此事的报道：“巴黎圣日耳曼有关方面如果确实对梅西进行了15天的停赛、停训等处罚，真实的原因不是梅西缺席了训练课，而是续约谈判已经停滞了数周，俱乐部看到梅西迟迟没有续约意願而改变了态度。” 5月6日，梅西公开向球会和队友表达歉意。巴黎圣日尔曼從始至終則未在任何官方渠道公开通报梅西停训，并于同日在球会官方社交媒体上透露梅西已恢复个人训练。
2023年6月阿根廷中国友谊赛进行期间，前巴黎圣日耳曼球探总监路易斯-费雷尔接受中国《体坛周报》专访，再次证实周一的训练为临时加训：
|  | 我来告诉你真相。每年，每一名球员都会有属于赞助商的日程表，这些都是提前安排好的。这家来自沙特的赞助商，当时约定了梅西一年中要前往沙特两次。当时周一是没有训练的，这一点已经是确认过的，但在周末的比赛中巴黎输球了，于是周一教练安排了训练，而此时梅西已经承诺要去沙特了。这种事情每年都会发生，因为球员们有很多赞助商。 我在巴黎圣日耳曼工作了11年，这种事情一直都是秘而不宣，不会去公之于众，这也是为了双方都满意。但这一次被对外公开了，于是就掀起了轩然大波。之后梅西录了一段视频，也是为了让大家知道自己是什么样的人，他表示了道歉，因为队友们参加了训练而他缺席了。所以这说明梅西是一个很好的人，他做错了事情，就会出来道歉。 我当时也是这种感觉。因为很少会有球员会通过视频的方式表明自己的态度，但是梅西这么做了，哪怕是被迫的，但是也道歉了。尽管这并不是梅西的错误，因为本身周一就是放假的，所以梅西才会去参加赞助商的活动，这有什么问题？他确实在最后时刻错过了教练更改的日程，以至于在时间上产生了冲突。 |

### 缺陣香港表演赛
2024年2月4日，梅西所屬的球隊邁阿密國際受邀赴港與香港聯賽選手隊在香港大球场进行表演赛，由於梅西缺陣引起了現場球迷的失望，此事件於中國大陸及香港在網際網路持續發酵，賽事所牽扯的商業糾紛轉而升級為政治風波，賽事結束後引起香港特別行政區政府兩度聲明，亦使香港社會及中國大陸媒體、網路民眾高度關注和國際媒體廣泛報導，事件被西方傳媒CNN稱為「Messi Mess（美斯之亂）」。

## 外部連結
- 利昂内尔·梅西在国际奥林匹克委员会的资料
- 利昂内尔·梅西的Facebook專頁
- 利昂内尔·梅西的Instagram帳戶
- 利昂内尔·梅西的新浪微博
- Messi.com（页面存档备份，存于）（官方網站）
- MessiStats - Lionel Messi Statistics - StarPlayerStats（梅西的比赛历史和数据统计）
- Site tribute to Messi in english and spanish
- Lionel Messi Blog（页面存档备份，存于）
- Clarin Newspaper（页面存档备份，存于）（西班牙語）
- 利昂内尔·梅西支持“共同的世界，你我的行动”活动

| 體育角色        | 體育角色                           | 體育角色        |
| --------------- | ---------------------------------- | --------------- |
| 前任： 伊涅斯塔 | 巴塞隆納 隊長 2018年8月－2021年7月 | 繼任： 布斯克茨 |
| 前任：          | 阿根廷 隊長 2011年9月－            | 繼任： 現任     |
| 前任: 格雷戈雷  | 邁阿密國際 隊長 2023年7月－        | 继任: 現任      |